# 페어차일드 C-119 플라잉 박스카

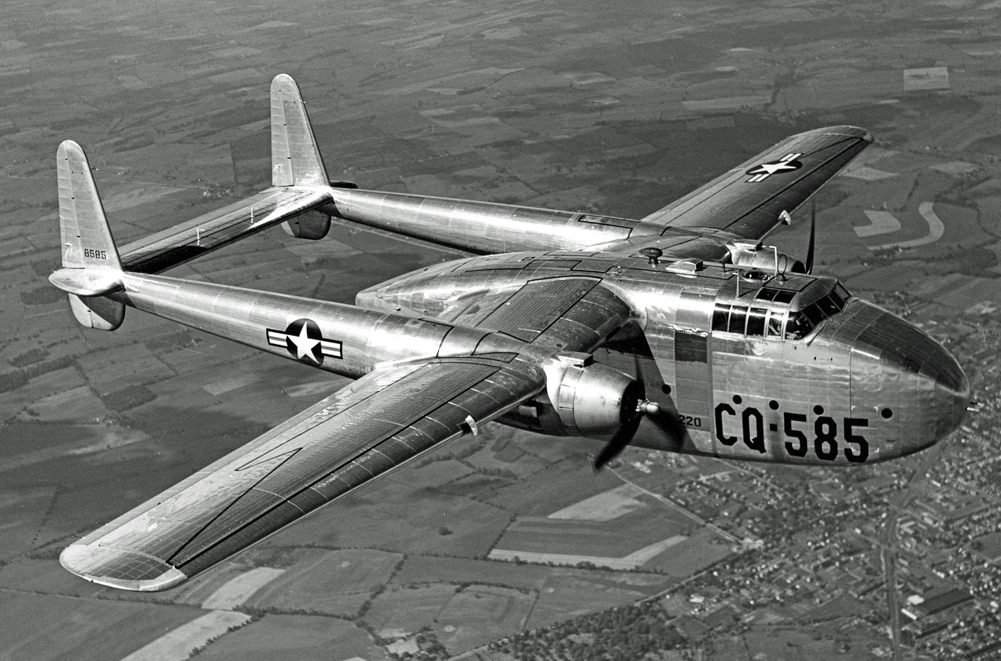
C-119는 Fairchild C-82A Packet의 개선된 버전이다.

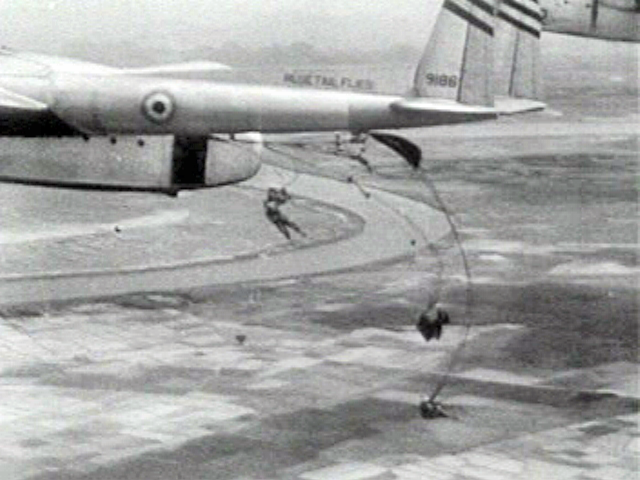
1954년 디엔비엔푸 상공에서 C-119에서 강하하는 프랑스 연합군 공수부대원

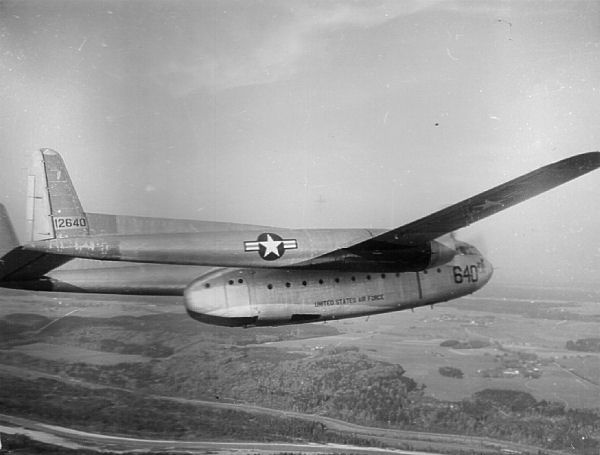
C-119C, AF 일련번호 51-2640, 781수송대대/465수송비행단.

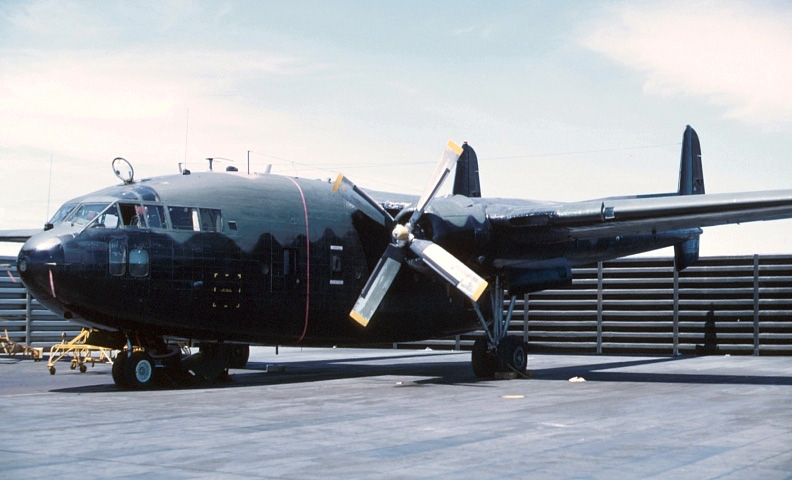
AC-119G 건십

페어차일드 C-119 플라잉 박스카(Fairchild C-119 Flying Boxcar, 해군 및 해병대 명칭 R4Q)는 제2차 세계 대전 시대의 Fairchild C-82 Packet에서 개발된 미국 군용 수송기로, 화물, 인력, 환자 들것, 기계화 장비를 수송하고 낙하산으로 화물과 부대를 투하하도록 설계되었다. 첫 C-119는 1947년 11월에 처녀 비행을 했으며, 1955년 생산이 중단될 때까지 1,100대 이상이 제작되었다.

## 개발
공군 C-119와 해군 R4Q는 원래 1945년부터 1948년 사이에 제작된 초기 C-82 패킷을 재설계한 것이다. 패킷은 공군 Tactical Air Command와 Military Air Transport Service에서 제한적인 임무를 수행했지만, 그 설계에 여러 가지 심각한 문제가 있는 것으로 밝혀졌다. 비록 교체될 때까지 계속 운용되었지만, 이러한 모든 문제는 1947년에 첫 시험 비행을 마친 C-119에서 해결되었다.
조종사 시야를 개선하고 화물칸을 확장하며 공기역학을 유선화하기 위해 C-119의 조종실은 화물칸 위가 아니라 기수와 평행하게 앞으로 이동했다. 이로 인해 동체가 길어져 C-82보다 더 많은 화물 공간과 더 큰 하중을 수용할 수 있었다. C-119는 또한 60% 더 강력한 새 엔진, 3개에서 4개로 늘어난 프로펠러, 그리고 더 넓고 강력한 기체를 갖추었다. 첫 C-119 프로토타입(XC-82B라고 불림)은 1947년 11월에 첫 비행을 했으며, 페어차일드의 헤이거스타운 (메릴랜드주) 공장에서 C-119B의 인도는 1949년 12월에 시작되었다.
1951년, 헨리 J. 카이저는 벨빌 (미시간주)의 윌로우 런 공항에 있는 옛 B-24 공장에 위치한 카이저-프레이저 자동차 공장에서 추가 C-119를 조립하는 계약을 따냈다. 초기 카이저가 제작한 C-119F는 페어차일드의 Pratt & Whitney R-4360 Wasp Major 성형 엔진 대신 Wright R-3350-85 듀플렉스 사이클론 엔진을 사용한다는 점에서 페어차일드 항공기와 달랐다. 카이저는 1952년과 1953년에 윌로우 런에서 71대의 C-119(AF 일련번호 51-8098~51-8168)를 제작한 후, 체이스 C-123의 생산 계획을 위해 공장을 전환했지만 이는 실현되지 않았다. 카이저 하청은 페어차일드가 못마땅하게 여겼고, 정치적 채널을 통해 카이저의 생산을 중단시키려는 노력이 있었으며, 이는 성공적이었을 수 있다. 카이저의 C-119 생산 중단 후 C-123 계약은 대신 페어차일드에 수여되었다. 카이저가 제작한 대부분의 항공기는 미 해병대에 R4Q로 지급되었으며, 일부는 1970년대에 남베트남 공군에 인도되었고, 소수는 나중에 벨기에와 이탈리아로 운송되었다.
AC-119G 섀도우 건십 변형은 4개의 6총신 7.62 mm (0.300 in) NATO 미니건, 장갑판, 조명탄 발사기, 그리고 야간 운용 가능 적외선 장비를 장착했다. 이를 대체한 AC-130처럼, AC-119는 강력한 무기임이 입증되었다. AC-119는 2개의 제너럴 일렉트릭 M61 벌컨 20 mm (0.79 in) 기관포, 개선된 항공전자, 그리고 2개의 날개 아래 장착된 제너럴 일렉트릭 J85-GE-17 터보제트 엔진을 추가하여 약 6,000 lbf (27 kN)의 추력을 더한 AC-119K 스팅어 버전의 도입으로 더욱 치명적으로 발전했다.
다른 주요 변형으로는 인공위성 추적에 사용된 EC-119J와 더 큰 날개와 꼬리를 가진 YC-119H 스카이밴 프로토타입이 있다.
민간용으로 많은 C-119는 동체 위의 나셀에 3,400 lbf (15,000 N) Westinghouse J34 터보제트 엔진을 통합한 "제트팩" 개조를 특징으로 한다.

### 생산
제작 및 인도된 수: 1,183대:
- 페어차일드에서 1,112대
- 카이저-프레이저 코퍼레이션에서 71대

정적 시험을 위해 페어차일드에서 2개의 추가 기체가 제작되었다.

## 작전 역사

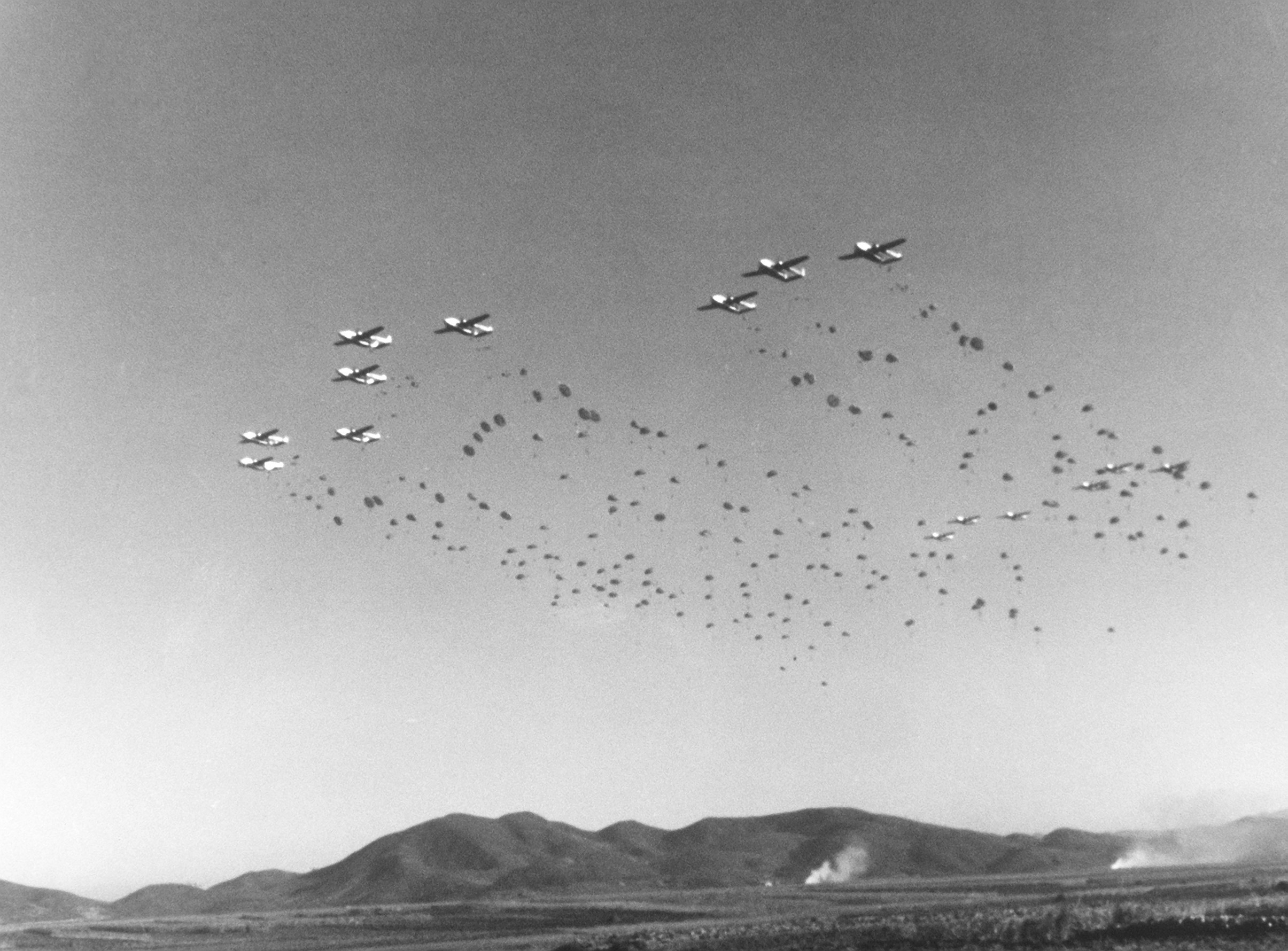
403rd TCW 소속 C-119들이 1952년 한국 상공에 187th RCT를 투하하고 있다.

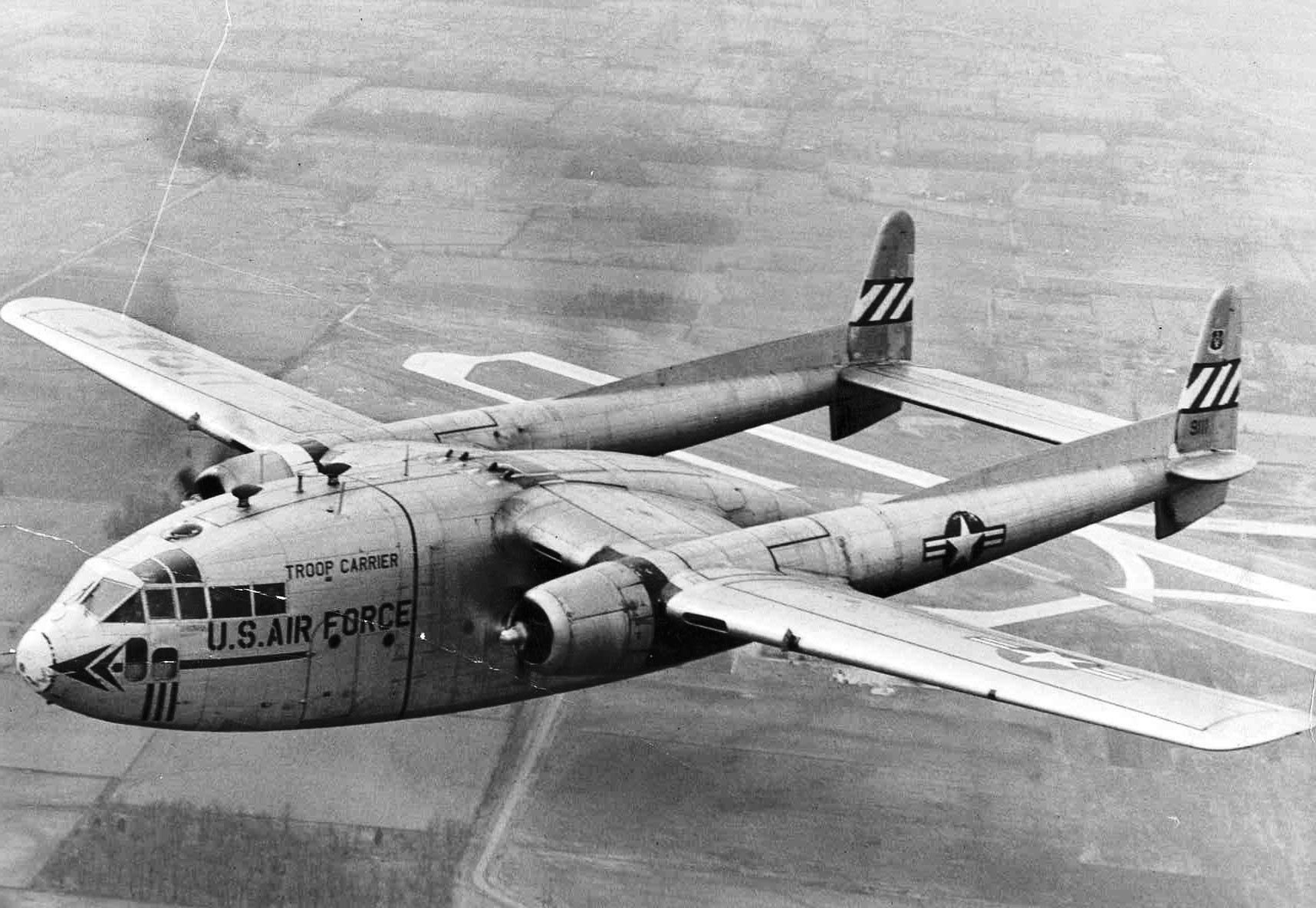
비행 중인 C-119

이 항공기는 6.25 전쟁 동안 병력 및 장비 수송기로 광범위하게 사용되었다. 1950년 7월, 4대의 C-119가 시험 운용을 위해 FEAF에 파견되었다. 두 달 후, C-119는 314th Troop Carrier Group과 함께 배치되어 전쟁 내내 한국에서 복무했다.
1950년 12월, 중국인민지원군 부대가 고토리와 흥남 사이의 협소한 철수 경로에 있는 다리를 폭파하여 유엔군의 철수를 막자, 314수송비행단 소속의 미국 공군 C-119 플라잉 박스카 8대가 조립식 교량 섹션을 낙하산으로 투하하는 데 사용되었다. 각각 16피트 길이, 2,900파운드 무게의 8개 섹션으로 구성된 교량은 각 섹션에 두 개의 낙하산을 사용하여 한 번에 한 섹션씩 투하되었다. 이 섹션 중 4개는 추가 목재 연장 부분과 함께 해병대 전투 공병과 미 육군 제58공병 보도교 중대에 의해 성공적으로 재조립되어 교체 교량을 형성했고, 이를 통해 유엔군이 흥남에 도달할 수 있었다.
1951년부터 1962년까지 C-119C, F, G 모델은 U.S. Air Forces in Europe (USAFE) 및 극동 공군 (FEAF)에서 최전방 전투 화물 부대로 복무했으며, 60수송비행단, 317수송비행단 및 465th Troop Carrier Wing에서 화물 수송기로 충실히 임무를 수행했으며, 처음에는 독일에 주둔했다가 프랑스로 이전하여 약 150대의 항공기가 그린란드에서 인도까지 모든 지역에서 운용되었다. 비슷한 수의 항공기가 태평양과 극동 지역에서 복무했다. 1958년에 317수송비행단은 465수송비행단을 흡수하고 C-130으로 전환했지만, 옛 60수송비행단의 10, 11, 12수송대대는 1962년까지 C-119를 계속 비행했으며, 이들은 마지막으로 공군 예비군 및 공군 주방위군이 아닌 작전 부대였다.
미 공군 전략공군사령부는 1955년부터 1973년까지 C-119 플라잉 박스카를 운용했다.
아마도 C-119의 가장 놀라운 용도는 풍선, UAV, 심지어 위성까지 공중 회수한 것이다. 이 기술이 처음 사용된 것은 1955년으로, C-119가 라이언 AQM-34 파이어비 무인 표적을 회수하는 데 사용되었다. 1955년 4월 25일부터 1956년 5월 26일까지 전략공군사령부 (SAC)에 배속된 456th Troop Carrier Wing은 C-119를 사용하여 고고도 정찰 풍선에서 계측 패키지를 회수했다. 히캄 공군 기지에 주둔한 6593 시험 비행대대 소속 C-119는 초기 코로나 스파이 위성 프로그램 동안 여러 번 필름 회수 캡슐을 공중 회수했다. 1960년 8월 19일, 디스커버러 14라는 코드명의 코로나 임무에서 C-119가 필름을 회수한 것은 궤도 위성에서 필름을 성공적으로 회수한 최초의 사례였으며, 지구 주회 궤도에서 돌아오는 물체를 공중에서 회수한 최초의 사례였다.
C-119는 1953년부터 CIA가 프랑스군 병력 지원을 위해 비밀리에 대여한 항공기로 프랑스령 인도차이나에서 광범위하게 사용되었다. 이 항공기들은 일반적으로 프랑스 표식으로 미국 CIA 조종사들이 종종 프랑스 장교 및 지원 요원과 동반하여 비행했다. C-119는 디엔비엔푸 포위전에서 중요한 역할을 했는데, 포위된 프랑스군에 보급품을 투하하면서 점점 더 심해지는 포화 속으로 비행했다. 디엔비엔푸 포위전에서 사망한 미국 조종사는 제임스 B. 맥고번 주니어와 월러스 A. 버포드 두 명뿐이었다. 두 조종사는 프랑스 승무원 한 명과 함께 1954년 6월 초에 사망했는데, 그들의 C-119는 포병 투하 중 베트민 대공포에 피격되어 파손되었고, 그 후 라오스까지 75 마일 (121 km)를 더 날아간 후 추락했다.
1962년 인도-중국 전쟁 동안 C-119는 인도군 보급에 광범위하게 사용되었다. 케네디 대통령은 인도 정부의 요청에 따라 C-119 예비 부품 판매를 우선적으로 허용했다. 또한 1971년 인도-파키스탄 전쟁에서 두 가지 중요한 역할을 수행했는데, 탕가일 공수작전에 육군 공수부대원을 수송하는 데 사용된 항공기 유형 중 하나였으며, 1971년 12월 16일 이후에는 93,000명의 파키스탄 전쟁 포로들을 재판 또는 송환 협상까지 인도에 수송했다.
베트남 전쟁 동안 Douglas AC-47 Spooky의 놀라운 성공은 계속되었지만, 비행기의 크기와 운반 능력의 한계로 인해 미 공군은 더 많은 감시 장비, 무기, 탄약을 운반할 수 있는 더 큰 항공기인 AC-130 스펙터를 개발하게 되었다. 그러나 화물 운반용 C-130의 강한 수요로 인해 적군에 대한 작전을 위한 스펙터를 제공할 만큼 충분한 허큘리스 기체가 없었다. 미 공군은 C-119를 AC-119로 개조하여 이러한 격차를 메웠는데, 각 AC-119에는 4개의 7.62 미니건 포드, 크세논 탐조등, 야간 관측경, 조명탄 발사기, 사격 통제 컴퓨터 및 아군 오인 사격 방지를 위한 TRW 사격 통제 안전 디스플레이가 장착되었다. 새로운 AC-119 비행대대는 "크립"이라는 호출 부호를 받았는데, 이는 격렬한 분노를 불러일으켜 공군이 1968년 12월 1일에 이름을 "섀도우"로 변경하게 되었다. C-119G는 AC-119G 섀도우 및 AC-119K 스팅어로 개조되었다. 이들은 남베트남에서의 근접항공지원 임무와 호찌민 루트를 통한 트럭 및 보급품에 대한 차단 임무에 성공적으로 사용되었다. 모든 AC-119G 건십은 미군이 철수하기 시작한 1970년부터 베트남 공화국 공군으로 이전되었다.

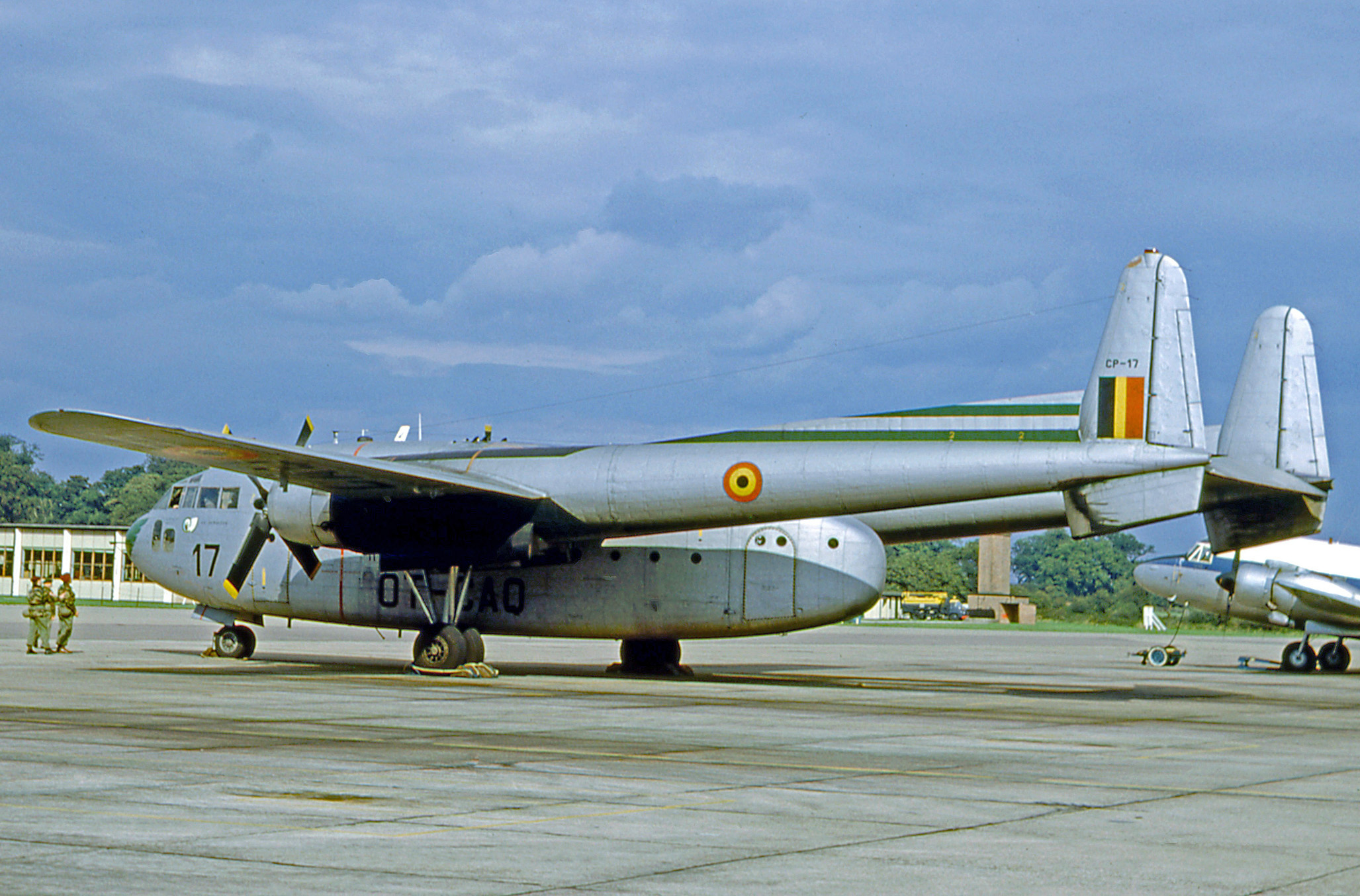
1965년 벨기에 공군의 페어차일드 C-119G

1960년대 후반과 1970년대 초반, 공군 주방위군과 공군 예비군 조종사들은 조지아주 벤닝 포트의 미 육군 공수 학교 학생들을 강하시키기 위해 C-119를 조종했다.
미 공군 현역에서 퇴역한 후, 상당수의 C-119와 R4Q는 미국 해군, 미국 해병대, 공군 예비군 및 공군 주방위군에서 1970년대 중반까지 계속 운용되었으며, R4Q는 1962년에 C-119로 재지정되었다. 미국의 C-119 군사 사용은 1974년에 종료되었는데, 디트로이트 (미시간주) 근처의 디트로이트 해군 항공 기지/Selfridge Air National Guard Base에 주둔한 단일 해군 예비군 C-119 비행대대와 로스알라미토스 해군 항공 기지에 주둔한 두 비행대대가 C-119를 더 신형 항공기로 교체하면서이다.
많은 C-119는 벨기에, 브라질, 에티오피아, 인도, 이탈리아, 요르단, 중화민국, 그리고 (앞서 언급했듯이) 베트남 공화국을 포함한 다른 국가들에게 군사 지원 프로그램의 일환으로 제공되었다. 이 기종은 또한 캐나다 왕립 공군과 미국 해군 및 미국 해병대에 의해 'R4Q'라는 명칭으로 1962년까지 사용되다가 'C-119'로 재지정되었다.

### 민간 사용

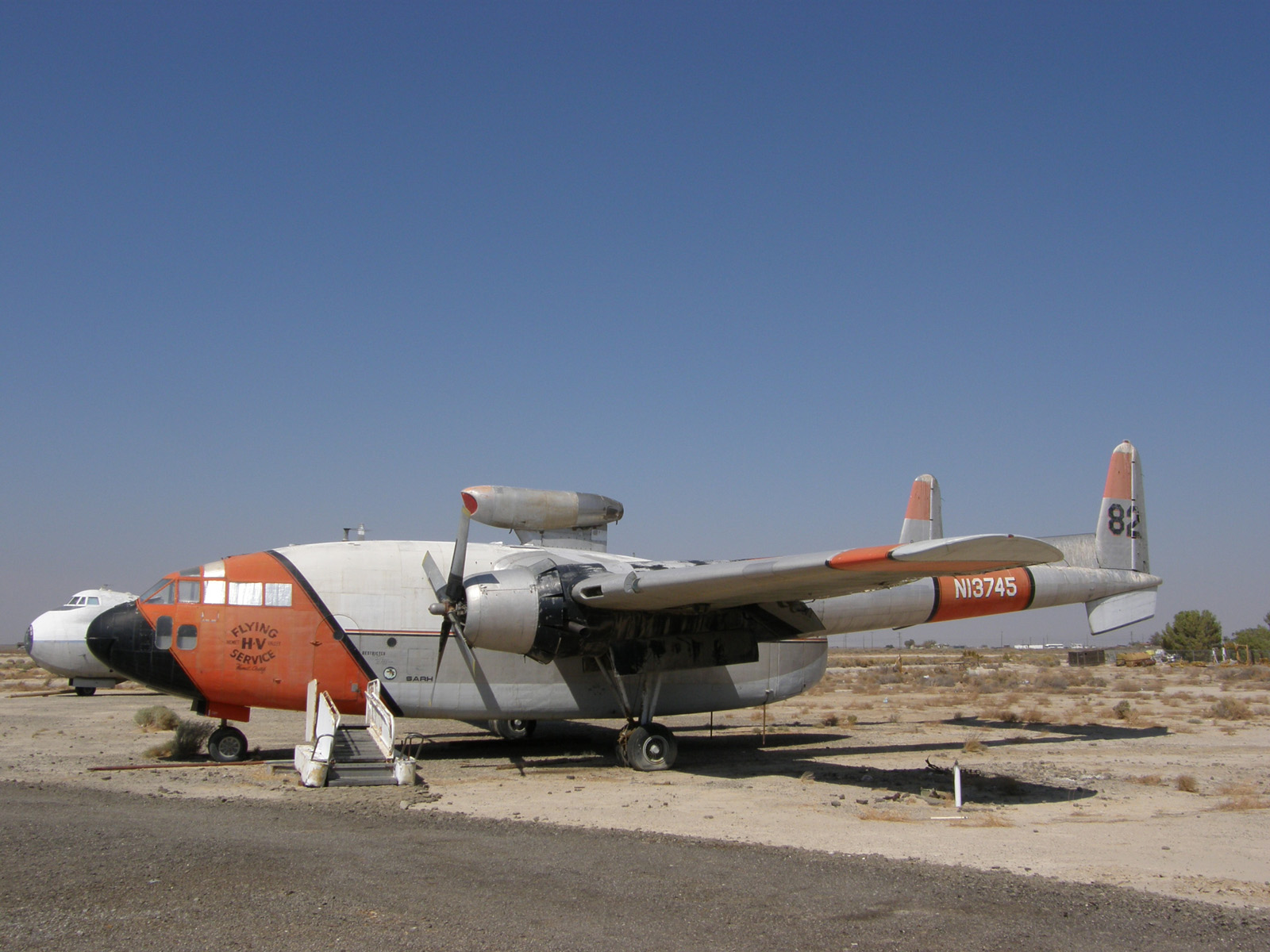
헤멧 밸리 플라잉 서비스 소속 탱커 82로 사용되다가 퇴역하기 전의 C-119C. 현재 캘리포니아 랭커스터의 마일스톤스 오브 플라이트 박물관에 있다. (제트 포드가 동체 위에 장착되어 있다.)

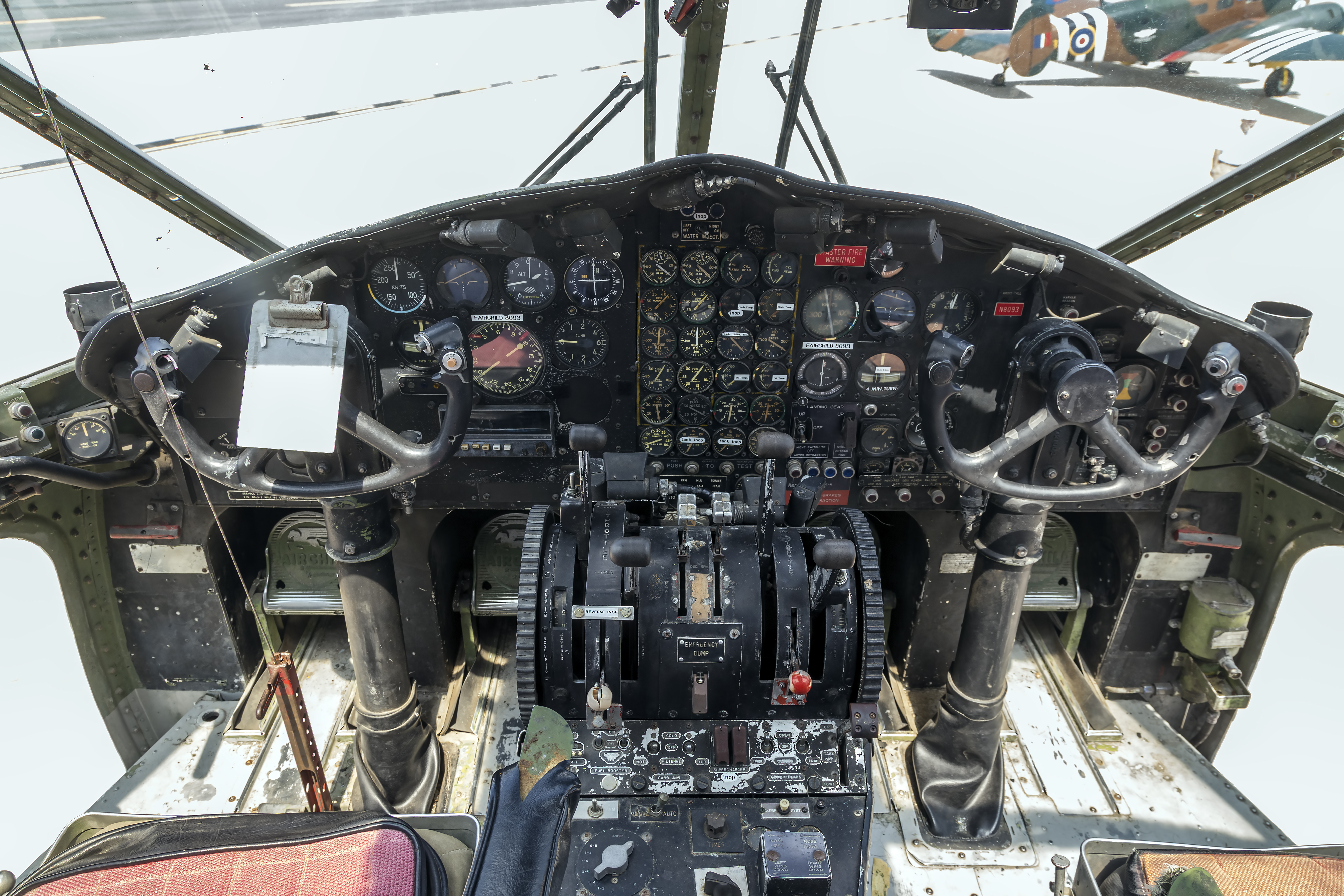
C-119G 계기판

연방 기관, 특히 United States Forest Service와 Bureau of Land Management와 계약하여 산불 진압용 에어탱커를 제공하는 회사들이 여러 대의 항공기를 인수했다. 다른 항공기들은 민간 화물 운송 서비스에 사용되었다. 일련의 추락 사고 이후, 에어탱커로 사용되는 항공기의 연식과 안전에 대한 심각한 우려가 제기되었고, 미국 C-119 에어탱커 함대는 1987년에 영구적으로 운항이 중단되었다. 결국, 이 항공기들 중 다수는 복잡하고 궁극적으로는 불법적인 계획에 따라 미국 전역의 박물관에 제공되었는데, 이 계획은 보관 중이던 미 공군 록히드 C-130 허큘리스 수송기와 해군 P-3 오라이온 대잠 초계기가 C-119와 교환으로 계약자에게 제공되는 것이었다. (U.S. Forest Service airtanker scandal 참조.) 에어탱커 시대가 끝난 후, 많은 C-119는 노던 태평양 교통, 기포드 항공, 스텝빈스 & 앰블러 항공 운송, 델타 어소시에이츠를 위해 알래스카주에서 비행했으며, 도로 접근이 불가능한 알래스카 오지의 마을에 건축 자재를 운반하는 등 공공 서비스 계약에 사용되었다.
1990년대까지도 6보병사단 소속 공수부대원들은 알래스카에서 "스모크점퍼" 산불 진압 대원들의 점프기로 산림청에서 C-119가 사용되는 것을 목격했다. 이 항공기들은 알래스카 포트 웨인라이트에서 육군 공수부대원들에 의해 탑승 및 견학되었다.

## 변형

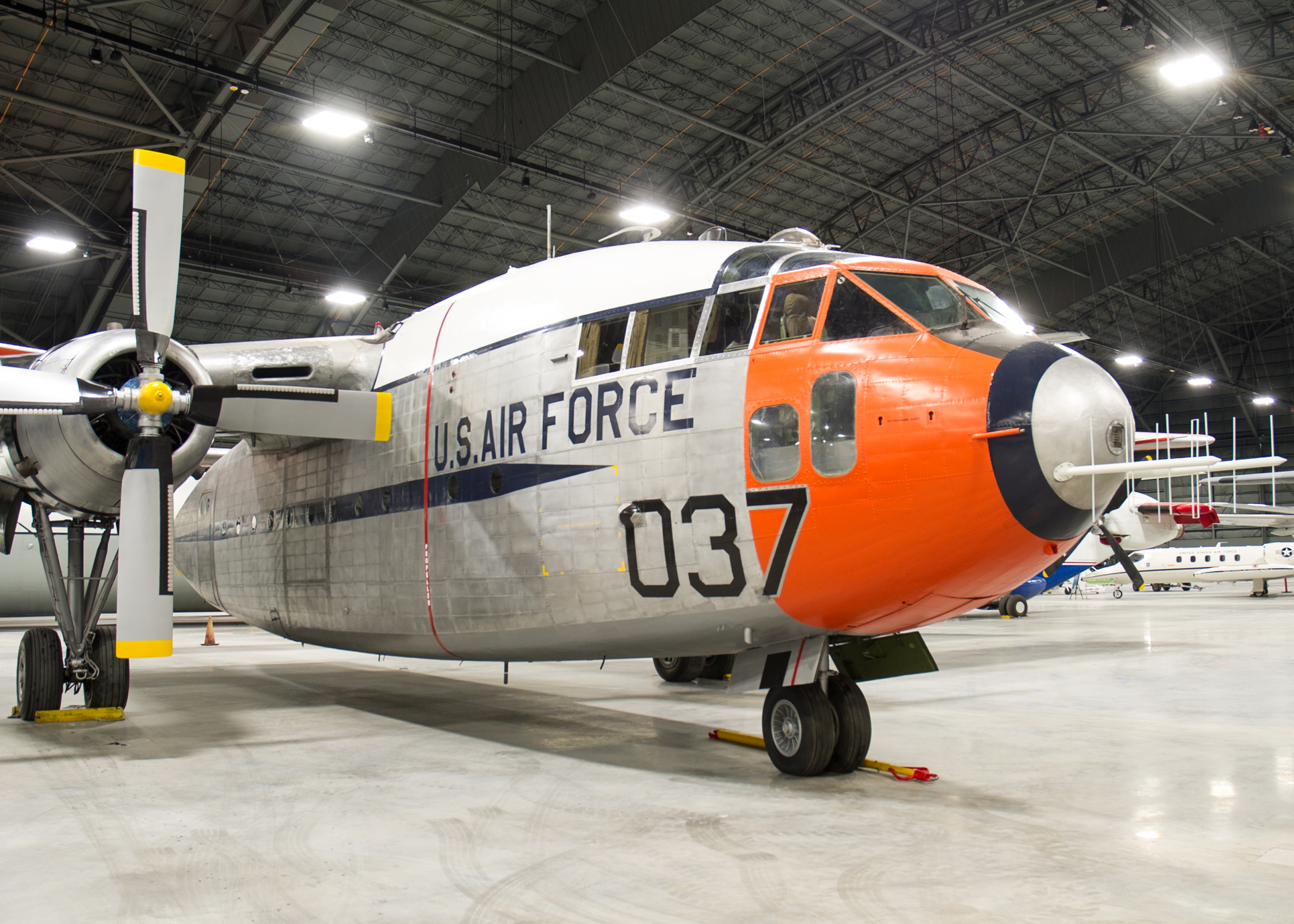
미국 공군 국립 박물관의 페어차일드 EC-119J 플라잉 박스카

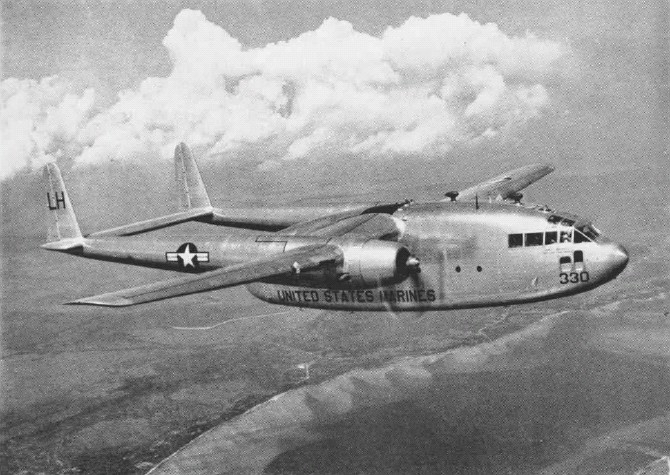
1950년 VMR-252 소속의 미 해병대 R4Q-1

XC-119A
생산 기준으로 개조된 XC-82B로, 나중에 C-119A가 되었고, 전자 시험기인 EC-119A가 되었다.
C-119B
2개의 P&W R-4360-30 엔진을 장착한 생산 변형, 55대 제작.
C-119C
C-119B와 동일하나 배면 핀이 추가되고 꼬리날개 연장부가 제거됨, 303대 제작.
YC-119D
3륜 착륙 장치와 탈착식 포드를 장착한 버전 프로젝트, XC-128A로 지정되었으나 제작되지 않음.
YC-119E
2개의 R-3350 엔진을 장착한 119D 버전 프로젝트, XC-128B로 지정되었으나 제작되지 않음.
YC-119F
2개의 R-3350-85 엔진으로 개조된 1대의 C-119C.
C-119F
생산 변형 (헨리 카이저가 라이트 R-3350 엔진으로 71대 생산), 미 공군 및 캐나다 왕립 공군용으로 256대 제작.
C-119G
C-119F와 동일하나 다른 프로펠러 장착, 480대 제작, 일부는 페어차일드 또는 카이저가 제작한 C-119F에서 개조됨.
AC-119G 섀도우
건십으로 개조된 C-119G, 26대 개조.
YC-119H
확장된 날개와 개조된 꼬리 표면을 가진 재설계된 버전, 1대의 C-119C에서 개조됨.
C-119J
개조된 후방 동체를 가진 C-119F 및 G, 62대 개조.
EC-119J
인공위성 추적용 개조.
MC-119J
의무후송 역할 장비를 갖춘 항공기.
RC-119
베트남 공군이 사용한 정찰기
YC-119K
날개 아래 포드에 2개의 제너럴 일렉트릭 J85 터보제트 엔진을 장착하도록 개조된 1대의 C-119G.
C-119K
YC-119K로 개조된 5대의 C-119G.
AC-119K 스팅어
건십으로 C-119K 표준에 맞게 개조된 C-119G, 26대 개조.
C-119L
C-119G의 개조 변형, 22대 개조.
XC-120 팩플레인
탈착식 화물 포드를 장착하도록 개조된 1대의 C-119B.
C-128
초기 YC-119D 및 YC-119E 변형에 사용된 명칭.
R4Q-1
C-119C의 미국 해군 및 미국 해병대 버전, 39대 제작.
R4Q-2
C-119F의 미국 해군 및 미국 해병대 버전, 나중에 C-119F로 재지정됨, 58대 제작.

### 민간 개조 버전
Steward-Davis Jet-Pak C-119페어차일드 C-119에 3,400 lbf (15 kN) Westinghouse J34-WE-36 배면 제트 포드를 장착한 민간 개조. 이륙 중량 77,000 lb (35,000 kg) 증가. 29개의 제트팩 키가 미국 민간 시장에, 27개가 인도 공군에 공급되었다.
Steward-Davis Stolmaster1967년에 단 한 대의 C-119가 J34 제트팩을 빠르게 부착할 수 있도록 개조되었다.

## 운용국
벨기에

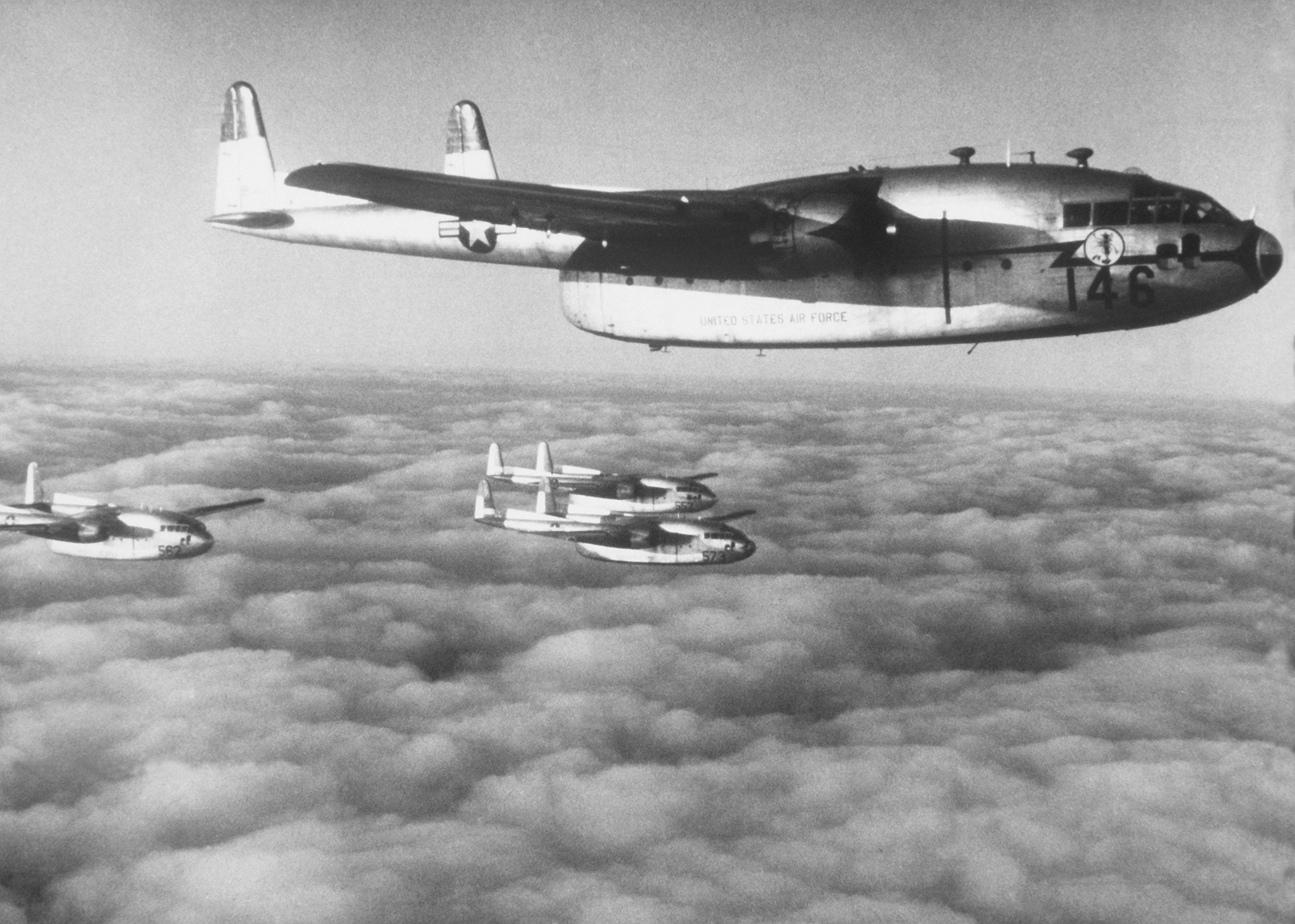
403수송비행단의 C-119 플라잉 박스카

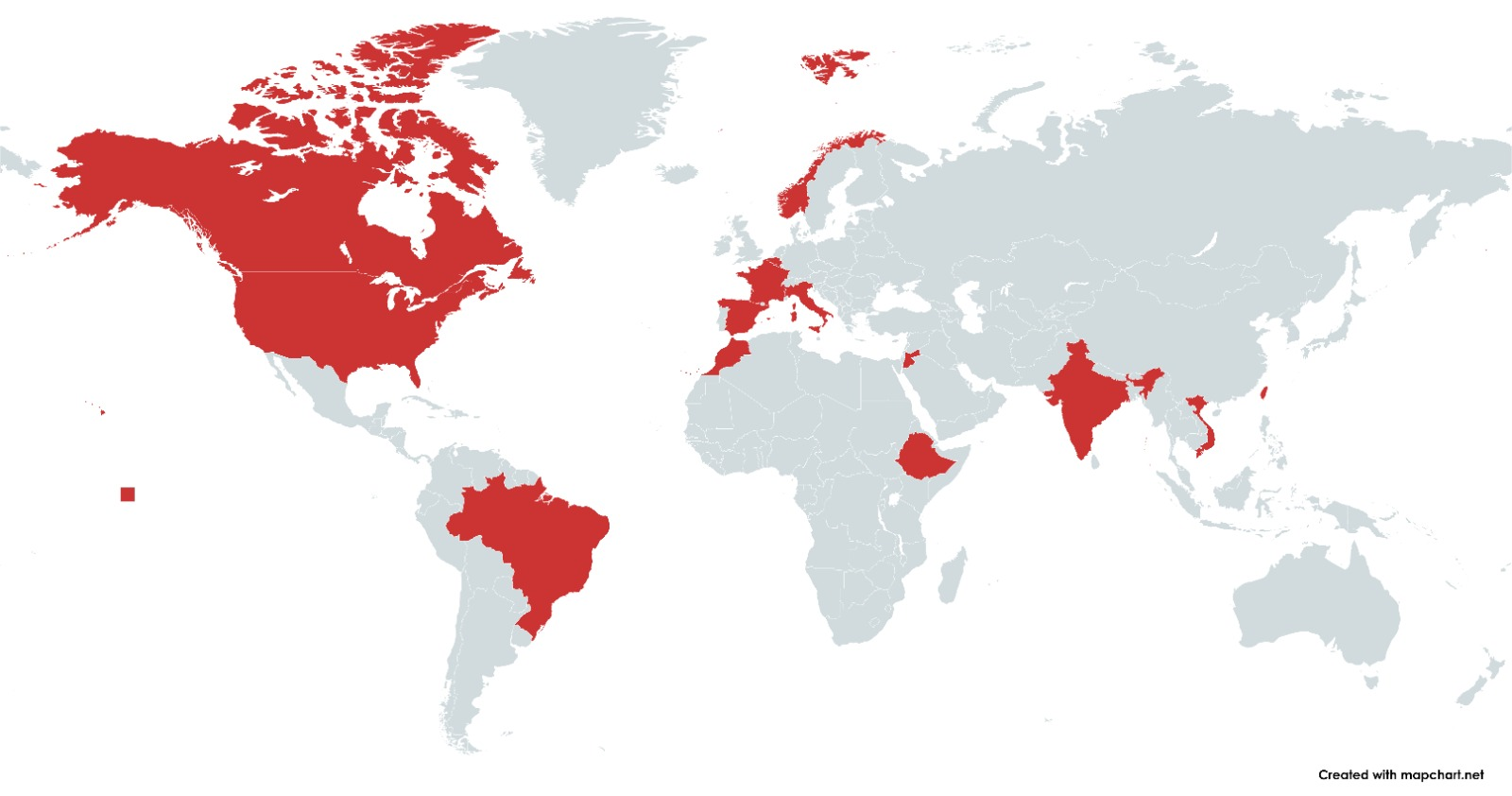
C119의 이전 운용국 현황

- 벨기에 공군은 1952년부터 상호 방위 항공 프로그램(MDAP) 자금으로 40대의 신규 항공기를 인도받았는데, C-119F 18대와 C-119G 22대였다. 1960년에는 6대의 미 공군 C-119G 잉여 카이저 제작 항공기가 인수되었다. 모든 C-119F는 마지막 C-119G가 도착한 직후인 1955년에 퇴역했으며, 8대는 사베나 기술자들에 의해 C-119G 사양으로 재건축된 후 Royal Norwegian Air Force에 판매되었고, 나머지 10대는 스페인으로 보내졌으나 성공적이지 못하여 궁극적으로 1960-1961년에 벨기에 공군에 재인수되어 C-119G로 재건축되었다.[12][13]

 브라질
- 브라질 공군은 1962년에 군사 원조 프로그램 자금으로 11대의 전 미 공군 C-119G를 인수했다. 추가적인 미 공군 C-119G는 1962년에 소모 대체기로 인수되었다.
  - 1수송단 2비행대대

틀:나라자료 Canada
- 캐나다 왕립 공군은 1953년부터 35대의 신형 C-119F를 인도받았으며, 나중에 C-119G 표준으로 업그레이드되었다.

 중화민국
- 중화민국 공군은 114대의 전 미 공군 항공기를 인수했으며, 1958년부터 1997년까지 운용했다.

 에티오피아
- 에티오피아 공군은 군사 원조 프로그램 자금으로 8대의 전 미 공군 항공기를 인수했으며, 날개 아래 보조 제트기가 장착된 C-119K 표준으로 개조된 후 두 차례에 걸쳐 인도되었는데, 1970년에 5대, 1971년에 3대였다. 1972년에는 2대의 전 벨기에 공군 C-119G가 예비 부품용으로 인수되었다.

 프랑스
- 프랑스 공군은 미 공군에서 대여한 9대의 항공기를 인도차이나에서 운용했다.

 인도
- 인도 공군은 79대의 항공기를 인수했다.

 이탈리아
- 이탈리아 공군은 상호 방위 지원 프로그램으로 40대의 신형 C-119G 항공기를 운용했으며, 1960년 12월에 유엔으로 이관된 5대의 전 미 공군 C-119G와 25대의 C-119J 잉여 미 공군/공군 주방위군 항공기를 운용했다.[14] 마지막 항공기는 1979년에 비행했다.[15]

 요르단
- Royal Jordanian Air Force는 4대의 전 미 공군 항공기를 인수했다.

 모로코
- Royal Moroccan Air Force는 12대의 전 미 공군 항공기와 6대의 전 캐나다 항공기를 인수했다.

 노르웨이
- Royal Norwegian Air Force는 8대의 잉여 벨기에 항공기를 인수했다.

 스페인
- 스페인 공군은 미 공군에서 인도받은 10대의 전 벨기에 C-119F를 인수했으나 모두 거부했다.

틀:나라자료 South Vietnam
- 베트남 공화국 공군은 미 공군에서 이관된 91대의 항공기를 인수했다.

 유엔
- 5대의 전 미 공군 항공기가 기증되었고, 인도 공군이 운용하다가 이탈리아 공군으로 넘어갔다.

 미국
- 미국 공군
- 미국 해병대
- 미국 해군

## 사고 및 사건
- 1952년 11월 7일: "갬블 초크 원" 비행편(AF 일련번호 51-2560)은 Exercise Warm Wind의 일부로, 항로를 이탈하여 실버트론 산, 알래스카주에 추락하여 19명이 사망했다.[16]
- 1952년 11월 15일: 비행 호출 부호 "웜윈드 쓰리"[17](AF 일련번호 51-2570)는 Exercise Warm Wind의 일부로, 항로를 이탈하여 실종되었다. 20명이 사망한 것으로 추정되었다.[18]
- 1953년 6월 23일: 일본 아시야 공군기지에서 지상 관제 접근(GCA) 레이더가 감시하는 이륙 직후, 미 공군 C-119 플라잉 박스카(AF 일련번호 49-0161)가 005도 자기(dm) 방향으로 돌아서 오버캐스트를 통해 정상적인 상승을 시작했다. 조종사는 C-119가 이륙 시 꼬리 스키드를 긁었을 수 있으며, 또한 왼쪽 좌석(조종사 측)의 모든 자이로스코프 계기(자이로)가 작동하지 않는다고 보고했다. 몇 초 후, 조종사는 부조종사가 오른쪽 좌석에서 GCA 접근을 비행해야 한다며 아시야 공군 기지로 즉시 GCA 벡터를 요청했다. GCA는 계속해서 그들을 추적했으며 아시야 공군 기지 북쪽 12 mi (19 km) 지점에 있다고 보고하고 부조종사에게 210도 방향으로 우회전하도록 지시했다. 그 후 49-0161은 레이더에서 사라졌다. 탑승자 전원이 사망했다.
- 1953년 7월 17일: 플로리다주 NAS Whiting Field에서 이륙 직후, 40명의 NROTC 사관후보생을 수송하던 미국 해병대 R4Q-2가 좌측 엔진의 동력을 잃고 나무 덤불에 부딪힌 후 추락하여 전소되었다. 잔해 속에서 6명의 부상자가 발견되었지만, 사관후보생 2명과 승무원 6명 중 1명만이 생존했다.[19]
- 1955년 8월 10일: 훈련 임무 중이던 미 공군 9대 편대 중 2대가 독일 에델바일러 상공에서 충돌했다. 한 대의 C-119가 엔진 고장으로 고도를 잃으면서 편대 내 다른 항공기와 충돌했다. 두 항공기에 탑승한 총 66명이 사망했다.
- 1956년 10월 26일, 공군 항공기 번호 51-8026은 1956년 10월 26일 [오전 9시 17분]에 테네시주 시워트 공군 기지를 출발하여 펜실베이니아주 미들타운의 올름스테드 공군 기지로 화물 수송 임무를 수행했다. 이 항공기는 킹스턴 팬 마커 서쪽 약 22.5해리 떨어진 펜실베이니아주 시픈스버그 근처 터스카로라 주립 산림의 산악 지형에 약 [오후 3시 15분]에 추락하여 탑승자 4명 전원이 사망했다.[20]
- 1958년 3월 27일: 미 공군 C-119C, AF 일련번호 49-0195는 미국 텍사스주 브리지포트 근처 농지 상공에서 미 공군 Douglas C-124C Globemaster II, AF 일련번호 52-0981과 공중 충돌하여 글로브마스터에 탑승한 15명 전원과 플라잉 박스카에 탑승한 3명 전원이 사망했다. 두 수송기는 저시정 상태에서 계기 비행 규칙에 따라 순항 비행 중 초단파 전방향 무선표지 (VOR) 항법 무선 비콘 상공에서 경로가 교차했다. C-124는 북북동 방향으로 올바르게 할당된 고도인 7,000 피트 (2,100 m)에서 비행 중이었고, C-119는 남동 방향으로 비행 중이었으며, 승무원들은 6,000 피트 (1,800 m)에서 비행하도록 지시받았지만, 충돌 당시 그들의 항공기는 이 고도에서 비행하고 있지 않았다.[21][22]
- 1961년 12월 12일: 착륙을 시도하던 중 비행 관제에서 조정 부족으로 인해 두 대의 벨기에 C-119 항공기가 상공에서 공중 충돌했다. 두 항공기의 탑승자 전원(총 13명)이 사망했다.
- 1963년 6월 26일: 멜스브루크 공군 기지에서 벨기에 왕립 공군이 운용하던 C-119G인 CP-45가 서독 센넬라거의 영국군 훈련장 및 사격장 상공을 비행하던 중 3인치 박격포탄에 피격되었다. 이 항공기에는 승무원 6명, 벨기에 육군 공수특공대 40명, 콩고인 파견대원 1명이 탑승하고 있었다. 이들은 게제케 근처의 drop zone에 낙하할 예정이었으나, 낙하가 취소되고 CP-45는 구터슐로에 있는 왕립 공군 기지에 착륙하기 위해 하강하고 있었다. 박격포탄은 백린탄이었는데, 우현 날개 연료 탱크를 뚫고 누출된 연료에 불을 붙였다. 9명의 공수부대원은 무사히 뛰어내렸지만, 승무원 6명과 공수부대원 32명은 데트몰트 마을 근처의 추락 사고로 사망했다.
- 1965년 6월 5일: 미 공군이 운용하던 C-119G 51-2680이 홈스테드 공군기지, 플로리다주와 그랜드 터크 섬 공항 간 군사 수송 비행 중 실종되었다. 사고로 승무원 5명과 공군 정비사 4명이 사망했다.[23]
- 1966년 9월 30일: 미 공군 C-119가 앤젤레스 국유림의 산봉우리에 추락하여 탑승자 4명 전원이 사망했다.[24]
- 1968년 12월 16일: 영스타운, 오하이오주의 910전술항공지원단 소속 C-119가 루즈벨트 로드 해군기지, 푸에르토리코에서 Homestead AFB, 플로리다로 가는 비행 중 이륙 직후 추락했다. 잔해는 엘 융케 근처 해발 3,400 피트 (1,000 m)에서 발견되었다. 탑승자 8명 전원이 사망했다. (출처: The Miami News, 1968년 12월 17일, 6-A면)

## 현존하는 항공기
수많은 C-119는 박물관에 보존되어 있다:

### 벨기에

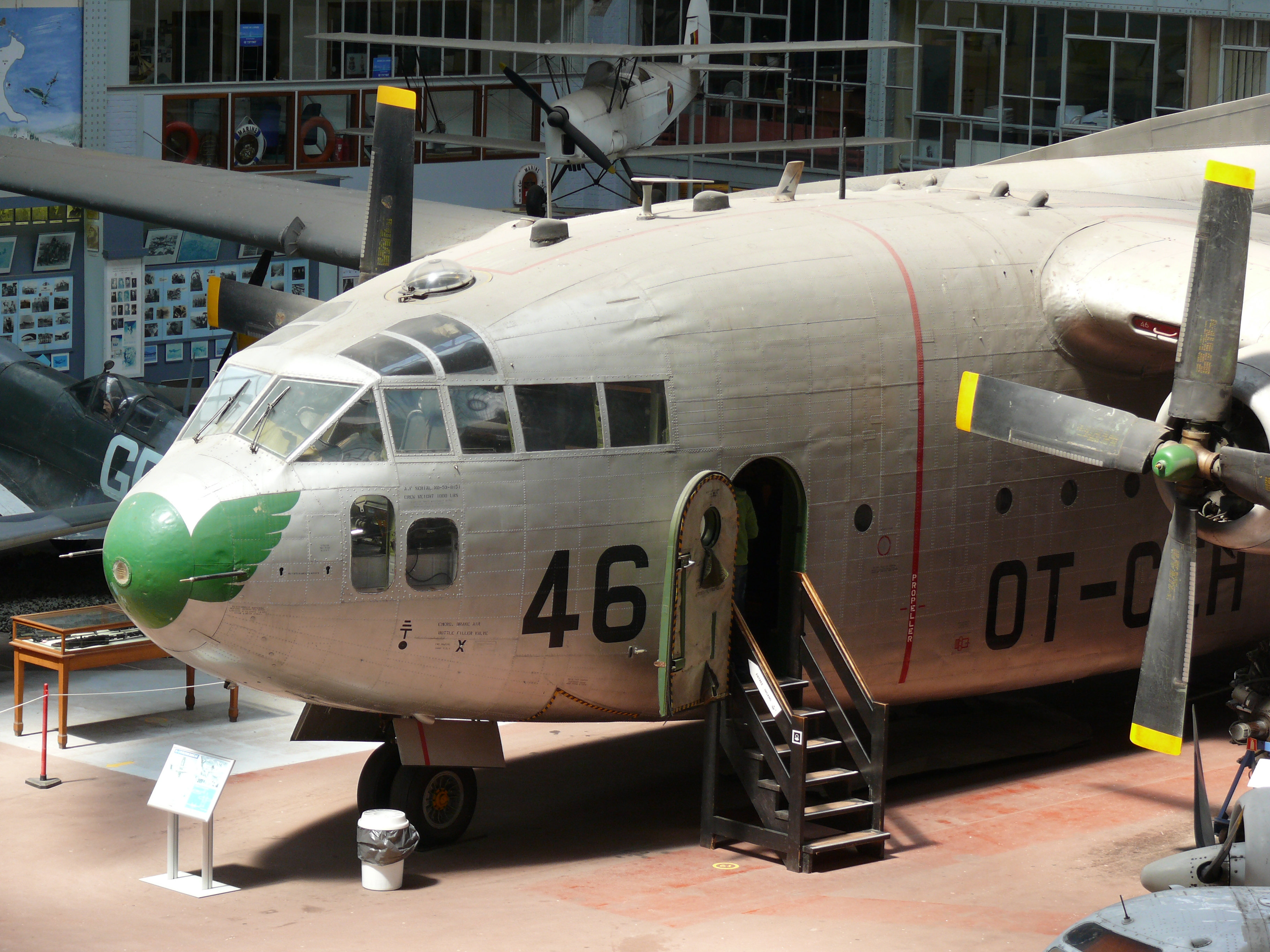
브뤼셀 군사 역사 박물관의 C-119

- CP-10 – 스텐호케르젤의 멜스브루크 공군기지에 정적 전시된 C-119G.[25][26]
- CP-46 – 브뤼셀 왕립 군사 및 군사 역사 박물관에 정적 전시된 C-119G (카이저가 C-119F로 제작).[27]

### 브라질
- FAB 2304 – 리우데자네이루 8공수야전포병단에 정적 전시된 C-119G.[28]
- FAB 2305 – 리우데자네이루 아폰소스 공군 기지 Museu Aeroespacial에 정적 전시된 C-119G.[29]

### 인도
- IK444 – 아그라 (우타르프라데시주)의 옛 공수부대 훈련 학교 50공수여단 장교 식당에 정적 전시된 C-119. 바로 개조되었다.[30]
- IK450 – 뉴델리의 인도 공군박물관에 정적 전시된 C-119G. 이 기체에는 외부 제트팩이 장착되어 있다.[31]

### 이탈리아
- MM 52-6020 – 코드로이포 리볼토 공군기지에 정적 전시된 C-119G.[32]
- MM 53-3200 – 피사 피사 국제공항에 정적 전시된 C-119G.[33]
- MM 53-8146 – 보르고 파이티의 피아나 델레 오르메 박물관에 정적 전시된 EC-119G.[34][35]

### 대한민국
- ROKAF 3199 – 서울특별시 전쟁기념관 (대한민국)에 정적 전시된 C-119G.[36][37]

### 중화민국
- ROCAF 3120 – 핑둥시 핑둥 공항에 정적 전시된 C-119G.[38][더 나은 출처 필요][39]
- ROCAF 3144 – 가오슝시 루주구 Kao Yuan University에 정적 전시된 C-119G.[40][더 나은 출처 필요][39]
- ROCAF 3158 – 타이베이의 중국과기대학에 정적 전시된 C-119G.[41]
- ROCAF 3160 – 시후진 시후쥔지 공원에 정적 전시된 C-119G.[39]
- ROCAF 3183 – 창화현 군용 항공기 공원에 정적 전시된 C-119L.[42]
- ROCAF 3184 – 난터우현 지지향에 정적 전시된 C-119L.[43][더 나은 출처 필요]
- ROCAF 3190 – 가오슝시 강산구 중화민국 공군사관학교 항공우주교육전시관에 정적 전시된 C-119L.[44]
- ROCAF 3192 – 진먼현 루산 방문자 센터에 정적 전시된 C-119L.[45]
- ROCAF 3202 – 난화구 위안즈루시우시엔 공원에 정적 전시된 C-119L.[46]

### 미국
비행 가능
C-119F

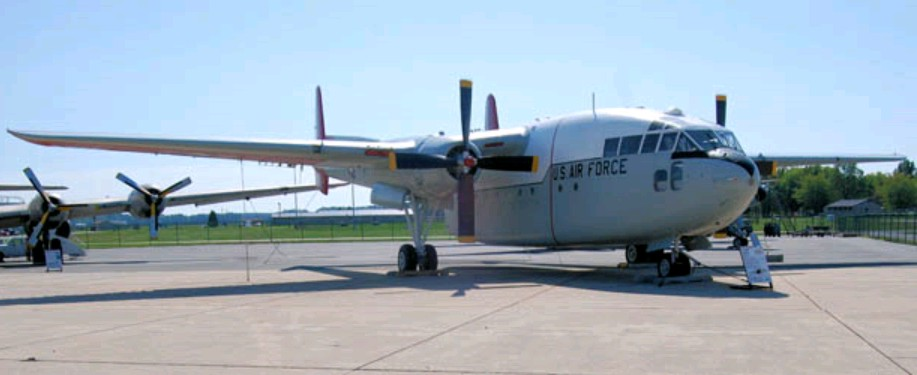
에어 모빌리티 사령부 박물관에 있는 캐나다 C-119G

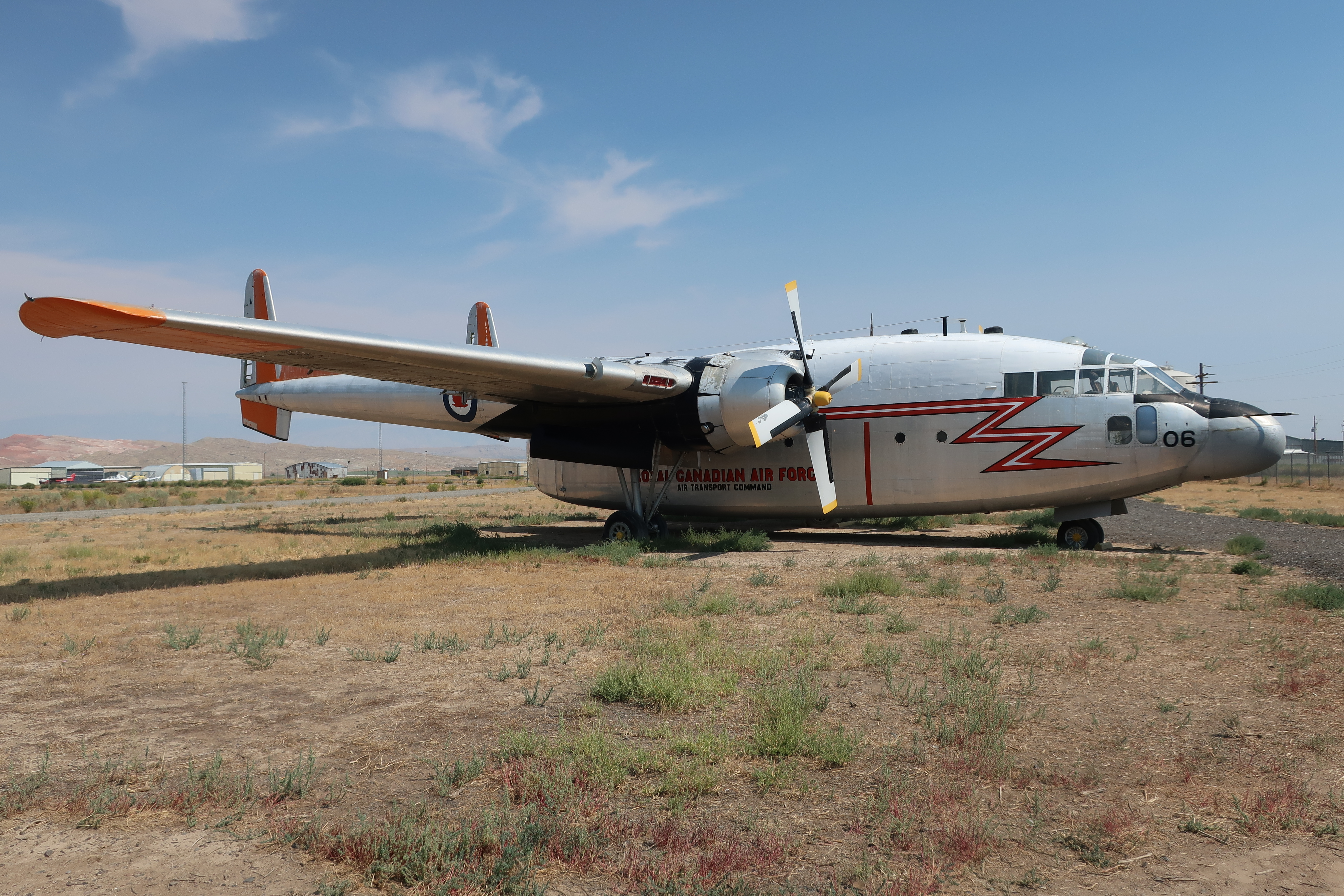
와이오밍주 그레이불의 비행 및 공중 소방 박물관에 있는 페어차일드 C-119L 53-8076

- 131673 – 이글 리버 (알래스카주)에 개인 소유.[47][48][49]
- 131695 – 이글 리버 (알래스카주)에 개인 소유.[50][51][49]

전시 중
C-119B
- 48-0352 – 도버 (델라웨어주) 도버 공군 기지의 에어 모빌리티 사령부 박물관.[52]

C-119C
- 49-0132 – 투손의 피마 항공우주 박물관.[53] 이 항공기는 민간 등록 N13743도 보유하고 있으며 현재 캘리포니아 헤멧의 헤멧 밸리 플라잉 서비스의 "탱커 81" 표식으로 되어 있다. 이 항공기는 현재 야외 전시 중이며 원래 미 공군 표식으로 복원될 예정이다.
- 49-0157 – 투손의 피마 항공우주 박물관.[54]
- 49-0199 – 애트워터 (캘리포니아주) Castle Air Museum.[55][56] 이 기체는 공군 퇴역 후 미 산림청으로 이전되었다.
- 50-0128 – 페이엣빌 (노스캐롤라이나주) 근처 포프 필드. 53-3182로 도색되어 있다.[57][58][59]
- 51-2566 – 워너로빈스 로빈스 공군 기지의 항공 박물관.[60][61]
- 51-2567 – 샌안토니오 Lackland Air Force Base의 USAF Airman Heritage Museum.[62][63]

C-119F
- 48-0322 – 팜데일의 Milestones of Flight Museum.[64]
- 51-2675 – 그랜버리의 미국 참전 용사 박물관. 이전에 크레슨의 페이트 교통 박물관에 전시되었다.[65][66]
- 131677 – 레딩 (펜실베이니아주)의 Mid-Atlantic Air Museum.[67][68] 이 전 해병대 R4Q는 미군이 운용하는 마지막 C-119/R4Q로 알려져 있다.
- 131679 – 클라크스빌 (테네시주) 근처 포트 캠벨의 Don F. Pratt Museum.[69][70]

C-119G
- 51-8024 – 애슐랜드 (네브래스카주)의 Strategic Air Command & Aerospace Museum.[71]
- 52-5850 – 페루 (인디애나주) Grissom Air Reserve Base의 Grissom Air Museum.[72]
- RCAF 22101 – 클라크스빌 (테네시주) 근처 포트 캠벨.[69][73]
- RCAF 22103 – 제네시오 (뉴욕주) National Warplane Museum.[74]
- RCAF 22105 – 나이아가라폴스 (뉴욕주) Niagara Falls Air Reserve Station.[75]
- RCAF 22107 – 로이 (유타주) Hill Air Force Base의 Hill Aerospace Museum. 'State of Utah'로 도색되어 있으며, 잘못된 미 공군 일련번호 52-2107을 달고 있다.[76][77]
- RCAF 22111 – 헤이거스타운 (메릴랜드주) Hagerstown Aviation Museum. 이 기체는 영화 영혼은 그대 곁에에 사용되었고, 제니스 항공의 밥 스탠퍼드가 기증했다.[78][79][80]
- RCAF 22114 – 맥클렐런 (캘리포니아주) Aerospace Museum of California.[81][82]
- RCAF 22116 – 콜럼버스 (조지아주) 포트 무어.[83]
- RCAF 22118 – 도버 (델라웨어주) 도버 공군 기지 에어 모빌리티 사령부 박물관.[84][85] RCAF 서비스 후 공중 급유기로 개조되었다. 1991년 박물관에 인도되었고, C-119G로 복원되었으며, 가짜 공군 일련번호 51-2881을 달고 있다.[86]
- RCAF 22122 – 리버사이드 (캘리포니아주) March Air Reserve Base의 March Field Air Museum.[87]
- RCAF 22130 – 버카이 (애리조나주) 로리드슨 항공 박물관. 이 기체는 2004년 영화 피닉스에 사용되었다.[88][89][90]
- RCAF 22134 – 페어필드 (캘리포니아주) Travis Air Force Base의 Travis Air Force Base Heritage Center.[91][92]

C-119J
- 51-8037 – 데이턴 (오하이오주) 라이트-패터슨 공군 기지의 미국 공군 국립 박물관.[93][94] 이 항공기는 궤도에서 대기권으로 재진입하는 우주 캡슐을 공중 회수하기 위해 특별히 개조되었다. 1960년 8월 19일, 이 항공기는 호놀룰루 남서쪽 360 마일 (580 km) 떨어진 해발 8,000 피트 (2,400 m)에서 디스커버러 14 위성을 내리는 낙하산을 "걸어" 우주에서 돌아오는 캡슐을 세계 최초로 공중 회수했다. 이 항공기는 1963년 11월 박물관에 인도되었다.[95]

C-119L
- 53-3144 – 메리 에스터 (플로리다주) 헐버트 필드의 에어 코만도 공원.[96][97]
- 53-8084 – 잭슨빌 (아칸소주) 리틀 록 공군 기지의 에어 파크.[98]
- 53-8087 – 페이엣빌 (노스캐롤라이나주) 포트 리버티의 82nd Airborne Division War Memorial Museum.[99]

R4Q-2
- 131688 – 푸에블로 (콜로라도주) Pueblo Weisbrod Aircraft Museum.[100][101]
- 131708 – 샌디에고 미라마 해병대 항공 기지의 Flying Leatherneck Aviation Museum.[102]

복원 중 또는 보관 중
C-119F
- RCAF 22108 – 그레이불 (와이오밍주)의 Museum of Flight and Aerial Firefighting에 보관 중.[103]

C-119G
- 53-8073 – 앵커리지 알래스카 항공 박물관에 보관 중[104][105]
- RCAF 22106 – 그레이불 (와이오밍주)의 비행 및 공중 소방 박물관에 보관 중.[106][107]
- RCAF 22113 – 그레이불 (와이오밍주)의 비행 및 공중 소방 박물관에 보관 중.[108]
- RCAF 22135 – 그레이불 (와이오밍주)의 비행 및 공중 소방 박물관에 보관 중.[109][110]

C-119L
- 53-7836 – 페어뱅크스 (알래스카주) 에버츠 에어 퓨엘에 보관 중.[111][112]
- 53-8074 – 피마 (애리조나주) 근처 플라잉 J 랜치에 보관 중.[113][114]
- 53-8076 – 그레이불 (와이오밍주)의 비행 및 공중 소방 박물관에 보관 중.[115][116]
- 53-8150 – 그레이불 (와이오밍주)의 비행 및 공중 소방 박물관에 보관 중.[117][118]

## 제원 (C-119C)
Data from Jane's All The World's Aircraft 1951–52 
일반적인 특징
- Crew: 5 (조종사, 부조종사, 항법사, 무선사, 승무원장)
- Capacity: 병력 67명 또는 들것 35개 또는 화물 27,500 lb (12,500 kg)[120]
- Length: 86 ft 6 in (26.37 m)
- Wingspan: 109 ft 3 in (33.30 m)
- Height: 26 ft 6 in (8.08 m)
- Wing area: 1,447 ft2 (134.4 m2)
- Empty weight: 39,800 lb (18,053 kg)
- Gross weight: 64,000 lb (29,030 kg)
- Max takeoff weight: 74,000 lb (33,566 kg)
- Fuel capacity: 2,800 US gal (2,300 imp gal; 11,000 L)
- Powerplant: 2 × 프랫 앤 휘트니 R-4360-20W 28기통 공랭식 성형 엔진, 3,500 hp (2,600 kW)  each [N 3]
- 프로펠러: 4-bladed 해밀턴-스탠다드 하이드로마틱, 15 ft 0 in (4.57 m) diameter

성능
- 최대속력: 281 mph (452 km/h; 244 kn) 18,000 ft (5,500 m)에서
- 순항속도: 200 mph (174 kn; 322 km/h) (정격 출력의 70%)[120]
- Stall speed: 102 mph (89 kn; 164 km/h)
- 항속거리: 1,770 mi (1,538 nmi; 2,849 km) 화물 5,500 lb (2,500 kg) 포함
- 실용상승한도: 23,900 ft (7,285 m)
- 상승률: 1,010 ft/min (5.1 m/s)
- 이륙 활주 거리 50피트(15m): 2,300 ft (700 m)

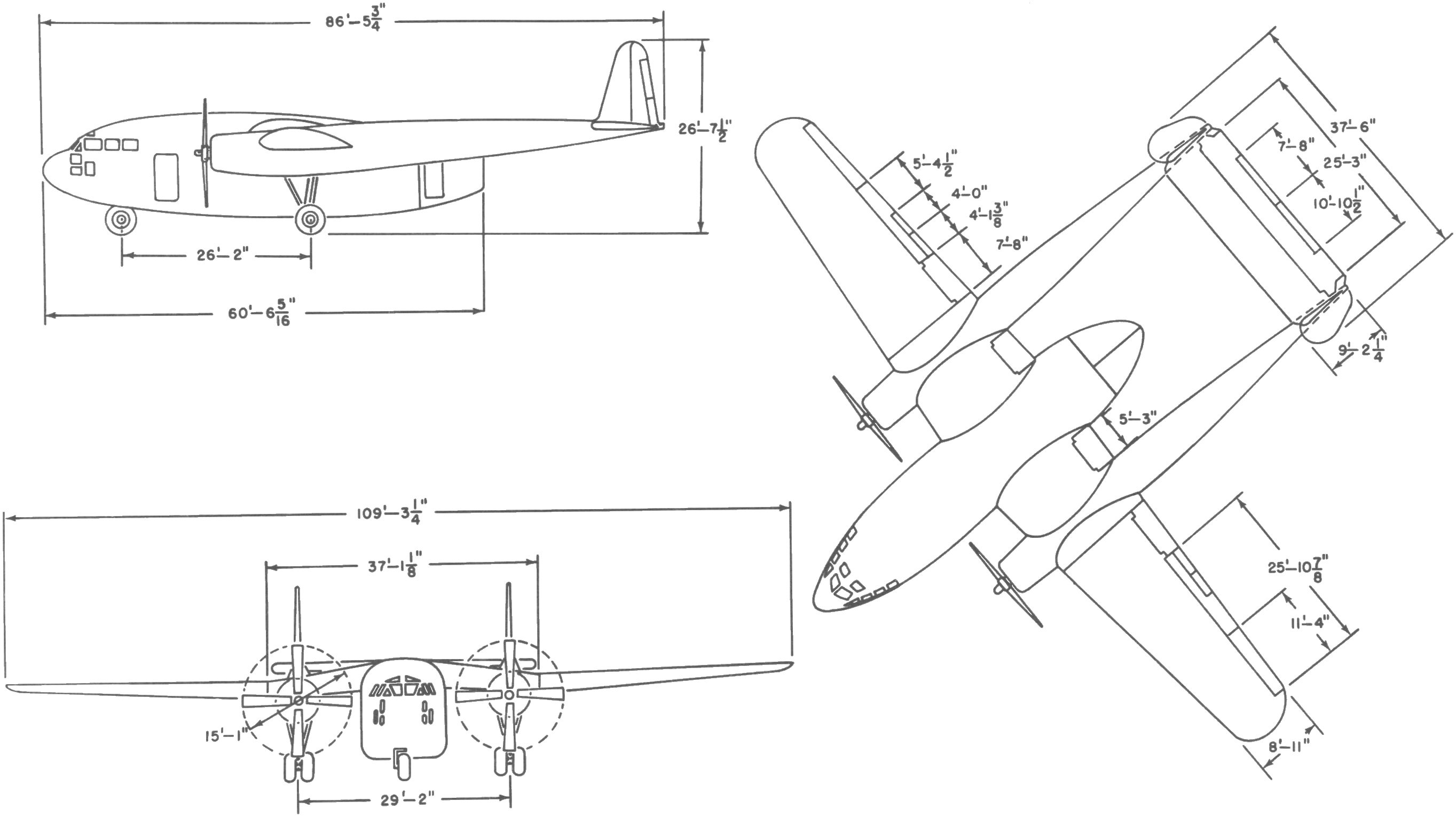
페어차일드 C-119B 플라잉 박스카 3면 선도

- 착륙 활주 거리 50피트(15m):' 1,890 ft (580 m)

## 마이너 리그 야구 팀 이름 유래
2024년 메릴랜드주 헤이거스타운에서 경기를 시작한 애틀란틱 리그 야구팀은 페어차일드 항공사가 C-82 및 C-119 수송기를 헤이거스타운 리저널 공항에서 생산한 것을 기념하여 Hagerstown Flying Boxcars로 명명되었다.

## 같이 보기
- Fremont Rocket

관련 개발
- Fairchild C-82 Packet
- Fairchild XC-120 Packplane
- Fairchild AC-119

유사 항공기
- 암스트롱 휘트워스 AW.660 아거시
- Blackburn Beverley
- Nord Noratlas

관련 목록
- List of military aircraft of the United States
- List of United States Navy aircraft designations (pre-1962)

### 내용주
1. ↑  중국군은 실제로 같은 지점에서 세 개의 다리를 연속으로 폭파했다: 원래의 콘크리트 교량, 목재 교체 교량, 그리고 미 전투 공병이 설치한 세 번째 M-2 강철 보도용 교량.[5]
2. ↑  다른 자료에서는 교량 임무에 사용된 8대의 플라잉 박스카가 미 해병대 R4Q라고 명시하고 있다.
3. ↑  C-119F 및 R4Q-2에는 R3350-85-30WA, R3350-89-36W, 또는 R3350-89A-36W 엔진이 장착되었다.[121]

### 인용
1. ↑  "Fairchild C-119 Flying Boxcar." globalsecurity.org. Retrieved: 19 May 2011.
2. ↑  Swanborough and Bowers 1963, pp. 262–263.
3. ↑  “Registration Details For MM51-8113 (Italian Air Force-Aeronautica Militare) C-119J Flying Boxcar - PlaneLogger”. 《www.planelogger.com》. 2021년 7월 14일에 확인함.
4. ↑  Lloyd 2005, pp. 55, 165.
5. ↑  Mossman, Billy C., EBB AND FLOW: NOVEMBER 1950 – JULY 1951, p. 137.
6. ↑  Rumley, Chris (2010년 5월 18일). “314th delivers bridge to combat troops”. 《littlerock.af.mil》. 2017년 6월 11일에 확인함.
7. ↑  Kelly, John W. (2016년 6월 23일). “Mid-Air Retrieval of Heavy, Earth-Returning Space Systems” (PDF). 《NASA》. 2018년 9월 26일에 확인함.
8. ↑  "Discoverer 14 – NSSDC ID: 1960-010A." NASA. Retrieved: 28 June 2011.
9. ↑  Grandolini 1996, pp. 52–60.
10. ↑  pp. 213–214 Chinnery, Philip Any Time, Any Place Airlife Publishing Ltd 1994
11. ↑  "United States v. Fuchs" U.S. 9th Circuit Court of Appeals, Appeal 9810173, filed July 6, 2000. Retrieved: 28 June 2011.
12. ↑  “Fairchild C-119F Flying Boxcar”. 《Belgian Wings》. 2021년 7월 14일에 확인함.
13. ↑  “Fairchild C-119G Flying Boxcar”. 《Belgian Wings》. 2021년 7월 14일에 확인함.
14. ↑  “Italian C-119”. 2016년 3월 3일에 원본 문서에서 보존된 문서. 2025년 6월 25일에 확인함.
15. ↑  “Aerei. Accadde oggi: l'ultimo volo del glorioso C-119 - Concluse l'epopea di un grande protagonista della nostra storia -2 VIDEO”. 《AVIONEWS - World Aeronautical Press Agency》 (영어). 2018년 1월 24일. 2021년 7월 14일에 확인함.
16. ↑  “Aircraft accident Fairchild C-119C-22-FA Flying Boxcar 51-2560 Mt. McKinley, AK”. Aviation Safety Network. 2012년 10월 25일에 확인함.
17. ↑  Officer, Commanding. “Historical Report for period 1 July 1952 to 31 December 1952”. 2012년 10월 25일에 확인함.
18. ↑  “Aircraft accident Fairchild C-119C-23-FA Flying Boxcar 51-2570 between Anchorage, AK and Kodiak, AK”. Aviation Safety Network. 2012년 10월 25일에 확인함.
19. ↑  Hamilton, Harry D. Signal Charley (2005) ISBN 978-1-4116-5508-9 p.18
20. ↑  Times, Gary Thomas | Perry County (2006년 11월 30일). “Monument recalls crash”. 《pennlive》 (영어). 2020년 11월 6일에 확인함.
21. ↑  Gero, David B. "Military Aviation Disasters: Significant Losses Since 1908". Sparkford, Yoevil, Somerset, UK: Haynes Publishing, 2010, ISBN 978-1-84425-645-7, p. 78.
22. ↑  “1949 USAF Serial Numbers”. Joebaugher.com. 2010년 6월 25일에 확인함.
23. ↑  Ranter, Harro and Fabian I. Lujan. "ASN Aircraft accident Fairchild C-119F-FA Flying Boxcar 51-2680 Bahamas." Aviation Safety Network, 2010. Retrieved: June 28, 2011.
24. ↑  “Four Perish as C-119 Crashes in Mountains”. California Digital Newspaper Collection. 2018년 6월 19일에 확인함.
25. ↑  “Welkom bij Dakota”. 《VZW DAKOTA, Documentatiecentrum van de 15 WING》 (네덜란드어). Dakota VZW. 2021년 12월 6일에 원본 문서에서 보존된 문서. 2017년 1월 24일에 확인함.
26. ↑  Derenette, Lambert J.; Vermoote, Bjorn. “Fairchild C-119F Flying Boxcar”. 《Belgian Military Aircraft Wreckhunters》. 2017년 6월 11일에 확인함.
27. ↑  Derenette, Lambert J.; Vermoote, Bjorn. “Fairchild C-119G Flying Boxcar”. 《Belgian Military Aircraft Wreckhunters》. 2017년 6월 11일에 확인함.
28. ↑  “Airframe Dossier – Fairchild C-119G Flying Boxcar, s/n 2304 FABr, c/n 10968”. 《Aerial Visuals》. AerialVisuals.ca. 2017년 1월 24일에 확인함.
29. ↑  “Fairchild C-119G – Flying Boxcar | Fairchild Eng and Airp Corporation”. 《Museu Aerospacial》. 2017년 6월 11일에 확인함.
30. ↑  “Fairchild Packet C119 "Shatrujeet Bar" [IK444]”. 《Warbirds of India》. 2014년 6월 29일. 2017년 1월 24일에 확인함.
31. ↑  “Airframe Dossier – Fairchild C-119G Flying Boxcar, s/n IK450 IAF, c/n 11262”. 《Aerial Visuals》. AerialVisuals.ca. 2017년 1월 24일에 확인함.
32. ↑  “Airframe Dossier – FairchildC-82 Packet / C-119 Flying Boxcar, s/n MM52-6020 AMI”. 《Aerial Visuals》. AerialVisuals.ca. 2017년 1월 24일에 확인함.
33. ↑  “Airframe Dossier – Fairchild C-119G Flying Boxcar, s/n MM53-3200 AMI”. 《Aerial Visuals》. AerialVisuals.ca. 2017년 1월 24일에 확인함.
34. ↑  “Firechild C-119”. 《Museo Storico Piana Delle Orme》 (이탈리아어). 2016년 7월 2일에 원본 문서에서 보존된 문서. 2017년 1월 24일에 확인함.
35. ↑  “Airframe Dossier – Fairchild EC-119G Flying Boxcar, s/n MM53-8146 AMI, c/n 249”. 《Aerial Visuals》. AerialVisuals.ca. 2017년 1월 24일에 확인함.
36. ↑  “South Korea 60th Anniversary of the Korea War”. 《Naver》. 2010년 6월 24일. 2017년 6월 11일에 확인함.
37. ↑  “Airframe Dossier – Fairchild C-119G Flying Boxcar, s/n 3199 ROKAF, c/n 11212”. 《Aerial Visuals》. AerialVisuals.ca. 2017년 1월 24일에 확인함.
38. ↑  Yang, S. H. (2016년 4월 30일). “Fairchild C-119G Flying Boxcar – Taiwan – Air Force”. 《Airliners》. Leaf Group Ltd. 2017년 1월 25일에 확인함.
39. 1 2 3  “Fairchild C-119 Census”. 《Oldprops》. 2017년 1월 25일에 확인함.
40. ↑  Willemsen, Fred (2000년 8월 17일). “Fairchild C-119G Flying Boxcar – Taiwan – Air Force”. 《Airliners》. Leaf Group Ltd. 2017년 1월 25일에 확인함.
41. ↑  C119老母機簡介. 《China University of Science and Technology》 (중국어 정체). Department of Aviation Mechanical Engineering. 2018년 10월 3일에 원본 문서에서 보존된 문서. 2017년 1월 24일에 확인함.
42. ↑  “C-119 Military Aircraft Park”. 《Travel in Changhua County》. Changhua Gov. 2017년 1월 24일에 확인함.
43. ↑  Tseng, Q. (2009년 12월 5일). “Fairchild C-119G Flying Boxcar – Taiwan – Air Force”. 《Airliners》. Leaf Group Ltd. 2017년 1월 25일에 확인함.
44. ↑  C-119（空中車廂式）運輸機. 《R. O. C. Air Force Museum》 (중국어 정체). R.O.C. Air Force Academy. 2017년 1월 24일에 확인함.
45. ↑  “Location Dossier – Shatou Airport, Chin-men, Quemoy Island, Fujian – C-119C-119, F-104, F-5F-5”. 《Aerial Visuals》. AerialVisuals.ca. 2017년 1월 25일에 확인함.
46. ↑  “Flying Boxcar/51-8016”. 《Warbirds Resource Group》. 2017년 6월 11일에 확인함.
47. ↑  “Airframe Dossier – Fairchild C-119F Flying Boxcar, s/n 131673 USN, c/r N1394N”. 《Aerial Visuals》. AerialVisuals.ca. 2017년 1월 23일에 확인함.
48. ↑  “FAA Registry [N1394N]”. 《Federal Aviation Administration》. U.S. Department of Transportation. 2022년 6월 14일에 확인함.
49. 1 2  Gleitsmann, Lars. “the two airplanes”. 《FlyingBoxcar.com》. 2017년 1월 23일에 확인함.
50. ↑  “Airframe Dossier – Fairchild C-119F Flying Boxcar, s/n 131695 USN, c/r N8501W”. 《Aerial Visuals》. AerialVisuals.ca. 2017년 1월 23일에 확인함.
51. ↑  “FAA Registry [N8501W]”. 《Federal Aviation Administration》. U.S. Department of Transportation. 2022년 6월 14일에 확인함.
52. ↑  “C-119G Flying Boxcar”. 《Air Mobility Command Museum》. 2022년 6월 14일에 확인함.
53. ↑  “Flying Boxcar [2]”. 《Pima Air & Space Museum》. Pimaair.org. 2022년 6월 14일에 확인함.
54. ↑  “Flying Boxcar”. 《Pima Air & Space Museum》. Pimaair.org. 2022년 6월 14일에 확인함.
55. ↑  “Aircraft on Display”. 《Castle Air Museum》. 2017년 1월 23일에 확인함.
56. ↑  “Airframe Dossier – Fairchild C-119C Flying Boxcar, s/n 49-0199 USAF, c/n 10436, c/r N13744”. 《Aerial Visuals》. AerialVisuals.ca. 2017년 1월 23일에 확인함.
57. ↑  Griffin, Rhonda (2009년 7월 6일). “Pope's Air Park preserves history”. 《Pope Field》. 2017년 1월 24일에 확인함.
58. ↑  “Aircraft on Loan (by Description)” (PDF). 《National Museum of the US Air Force》. 2017년 1월 24일에 확인함.
59. ↑  “Airframe Dossier – Fairchild C-82 Packet / C-119 Flying Boxcar, s/n 53-3182 USAAF”. 《Aerial Visuals》. AerialVisuals.ca. 2017년 1월 24일에 확인함.
60. ↑  “C-119C "Flying Boxcar"”. 《Museum of Aviation》. 2017년 1월 24일에 확인함.
61. ↑  “Airframe Dossier – Fairchild C-119C-23-FA Flying Boxcar, s/n 51-2566 USAF, c/n 10524”. 《Aerial Visuals》. AerialVisuals.ca. 2017년 1월 24일에 확인함.
62. ↑  “C-119 sn 51-2567”. 《Airman Heritage Foundation》. 2017년 1월 24일에 확인함.
63. ↑  “Airframe Dossier – Fairchild C-119C Flying Boxcar, s/n 51-2567 USAF”. 《Aerial Visuals》. AerialVisuals.ca. 2017년 1월 24일에 확인함.
64. ↑  “Airframe Dossier – Fairchild C-119F Flying Boxcar, s/n 48-0322 USAF, c/n 10304, c/r N13745”. 《Aerial Visuals》. AerialVisuals.ca. 2017년 1월 23일에 확인함.
65. ↑  “Plane finds home at the Veterans Museum”. 《Hood County News》. Hood County News, Inc. 2012년 10월 31일. 2017년 1월 23일에 확인함.
66. ↑  “Airframe Dossier – Fairchild C-119F-FA Flying Boxcar, s/n 51-2675 USAF, c/n 10664”. 《Aerial Visuals》. AerialVisuals.ca. 2017년 1월 23일에 확인함.
67. ↑  Rambow, Bill. “Aircraft of the Mid-Atlantic Air Museum”. 《Mid-Atlantic Air Museum》. 2012년 6월 7일에 원본 문서에서 보존된 문서. 2017년 1월 23일에 확인함.
68. ↑  “FAA Registry [N175ML]”. 《Federal Aviation Administration》. U.S. Department of Transportation. 2022년 6월 14일에 확인함.
69. 1 2  Leeuw, Ruud. “C-119s at Fort Campbell, KY”. 《RuudLeeuw.com》. 2017년 1월 23일에 확인함.
70. ↑  “Airframe Dossier – FairchildC-82 Packet / C-119 Flying Boxcar, s/n 131679 USN, c/n 10846”. 《Aerial Visuals》. AerialVisuals.ca. 2017년 1월 24일에 확인함.
71. ↑  “C-119G "Flying Boxcar"”. 《Strategic Air Command & Aerospace Museum》. 2017년 1월 23일에 확인함.
72. ↑  “C-119G Flying Boxcar”. 《Grissom Air Museum》. WordPress. 2017년 6월 11일에 확인함.
73. ↑  “Airframe Dossier – FairchildC-82 Packet / C-119 Flying Boxcar, s/n 22101 RCAF, c/n 10676, c/r N15505”. 《Aerial Visuals》. AerialVisuals.ca. 2017년 1월 24일에 확인함.
74. ↑  “Airframe Dossier – Fairchild C-119G Flying Boxcar, s/n 22103 RCAF, c/n 10678, c/r N8092”. 《Aerial Visuals》. AerialVisuals.ca. 2017년 1월 23일에 확인함.
75. ↑  “Airframe Dossier – FairchildC-82 Packet / C-119 Flying Boxcar, s/n 22105 RCAF, c/n 10736, c/r N15506”. 《Aerial Visuals》. AerialVisuals.ca. 2017년 1월 24일에 확인함.
76. ↑  “C-119G "Flying Boxcar"”. 《Hill Air Force Base》. 2009년 7월 23일. 2016년 10월 19일에 원본 문서에서 보존된 문서. 2017년 1월 23일에 확인함.
77. ↑  “Airframe Dossier – Fairchild C-119G Flying Boxcar, s/n 22107 RCAF, c/n 10738, c/r N966S”. 《Aerial Visuals》. AerialVisuals.ca. 2017년 1월 23일에 확인함.
78. ↑  “1953 Fairchild C-119G Flying Boxcar”. 《Hagerstown Aviation Museum》. 2016년 11월 15일에 원본 문서에서 보존된 문서. 2017년 1월 23일에 확인함.
79. ↑  “Aircraft” (PDF). 《Hagerstown Aviation Museum》. 2016년 3월 3일에 원본 문서 (PDF)에서 보존된 문서. 2017년 1월 23일에 확인함.
80. ↑  “Airframe Dossier – Fairchild C-119G Flying Boxcar, s/n 22111 RCAF, c/n 10776, c/r N8093”. 《Aerial Visuals》. AerialVisuals.ca. 2017년 1월 24일에 확인함.
81. ↑  “Fairchild C-119G Flying Boxcar”. 《Aerospace Museum of California》. 2012년 1월 6일에 원본 문서에서 보존된 문서. 2017년 6월 11일에 확인함.
82. ↑  “Airframe Dossier – Fairchild C-119G Flying Boxcar, s/n 22114 RCAF, c/n 10825, c/r N15502”. 《Aerial Visuals》. AerialVisuals.ca. 2017년 1월 23일에 확인함.
83. ↑  “Airframe Dossier – Fairchild C-82 Packet / C-119 Flying Boxcar, s/n 22116 RCAF, c/n 10860, c/r N5217R”. 《Aerial Visuals》. AerialVisuals.ca. 2017년 1월 25일에 확인함.
84. ↑  “C-119G Flying Boxcar”. 《Air Mobility Command Museum》. AMC Museum Foundation, Inc. 2017년 1월 23일에 확인함.
85. ↑  “Airframe Dossier – Fairchild C-119G Flying Boxcar, s/n 22118 RCAF, c/n 10870, c/r NR3559”. 《Aerial Visuals》. AerialVisuals.ca. 2017년 1월 23일에 확인함.
86. ↑  "C-119G." amcmuseum.org. Retrieved: 8 July 2017.
87. ↑  “C-119G Flying Boxcar”. 《March Field Air Museum》. 2017년 1월 23일에 확인함.
88. ↑  “Fairchild C-119G Flying Boxcar”. 《Lauridsen Aviation Museum》. 2016년 9월 9일. 2017년 6월 11일에 확인함.
89. ↑  “Airframe Dossier – Fairchild C-119G Flying Boxcar, s/n 22130 RCAF, c/n 10955, c/r N15501”. 《Aerial Visuals》. AerialVisuals.ca. 2017년 1월 24일에 확인함.
90. ↑  “FAA Registry [N15501]”. 《Federal Aviation Administration》. U.S. Department of Transportation. 2022년 6월 14일에 확인함.
91. ↑  Veronico, Nick. “Outdoor Exhibits – C-119G "Flying Boxcar"”. 《Travis Air Force Base Heritage Center》. Travis Heritage Center. 2017년 1월 23일에 확인함.
92. ↑  “Airframe Dossier – Fairchild C-119F Flying Boxcar, s/n 22134 RCAF, c/n 10993, c/r N15508”. 《Aerial Visuals》. AerialVisuals.ca. 2017년 1월 23일에 확인함.
93. ↑  “Fairchild C-119J Flying Boxcar”. 《National Museum of the US Air Force》. 2016년 3월 14일. 2017년 1월 23일에 확인함.
94. ↑  “Airframe Dossier – Fairchild C-119J Flying Boxcar, s/n 51-8037 USAF, c/n 10915”. 《Aerial Visuals》. AerialVisuals.ca. 2017년 1월 23일에 확인함.
95. ↑  United States Air Force Museum Guidebook 1975, p. 53.
96. ↑  “Hurlburt Field Memorial Air Park Guide” (PDF). 《Hurlburt Field》. 2016년 12월 27일에 원본 문서 (PDF)에서 보존된 문서. 2017년 1월 24일에 확인함.
97. ↑  “Airframe Dossier – Fairchild C-119L Flying Boxcar, s/n 53-3144 USAF, c/n 11155, c/r N37484”. 《Aerial Visuals》. AerialVisuals.ca. 2017년 1월 24일에 확인함.
98. ↑  “Airframe Dossier – FairchildC-82 Packet / C-119 Flying Boxcar, s/n 53-8084 USAF”. 《Aerial Visuals》. AerialVisuals.ca. 2017년 1월 24일에 확인함.
99. ↑  “Airframe Dossier – Fairchild C-82 Packet / C-119 Flying Boxcar, s/n 53-8087 USAF”. 《Aerial Visuals》. AerialVisuals.ca. 2017년 1월 24일에 확인함.
100. ↑  “Actual Aircraft on Display in Pueblo”. 《Pueblo Weisbrod Aircraft Museum》. 2023년 4월 5일에 원본 문서에서 보존된 문서. 2022년 6월 14일에 확인함.
101. ↑  “Airframe Dossier – Fairchild R4Q-2 Flying Boxcar, s/n 131688 USN, c/r N99574”. 《Aerial Visuals》. AerialVisuals.ca. 2017년 1월 25일에 확인함.
102. ↑  “Aircraft Listing” (PDF). 《Flying Leathernecks》. Flying Leatherneck Historical Foundation. 2017년 2월 1일에 원본 문서 (PDF)에서 보존된 문서. 2017년 1월 23일에 확인함.
103. ↑  “Airframe Dossier – Fairchild C-119F Flying Boxcar, s/n 22108 RCAF, c/n 10773, c/r N5215R”. 《Aerial Visuals》. AerialVisuals.ca. 2017년 1월 23일에 확인함.
104. ↑  “Airframe Dossier – Fairchild C-119G Flying Boxcar, s/n 53-8073 USAF, c/r N9027K”. 《Aerial Visuals》. AerialVisuals.ca. 2017년 1월 23일에 확인함.
105. ↑  “FAA Registry [N9027K]”. 《Federal Aviation Administration》. U.S. Department of Transportation. 2022년 6월 14일에 확인함.
106. ↑  “Airframe Dossier – Fairchild C-119G Flying Boxcar, s/n 22106 RCAF, c/n 10737, c/r N3003”. 《Aerial Visuals》. AerialVisuals.ca. 2017년 1월 23일에 확인함.
107. ↑  “FAA Registry [N3003]”. 《Federal Aviation Administration》. U.S. Department of Transportation. 2022년 6월 14일에 확인함.
108. ↑  “Airframe Dossier – Fairchild C-119G Flying Boxcar, s/n 22113 RCAF, c/n 10824, c/r N3935”. 《Aerial Visuals》. AerialVisuals.ca. 2017년 1월 23일에 확인함.
109. ↑  “Airframe Dossier – Fairchild C-119G Flying Boxcar, s/n 22135 RCAF, c/n 10994, c/r N8094”. 《Aerial Visuals》. AerialVisuals.ca. 2017년 1월 23일에 확인함.
110. ↑  “FAA Registry [N8094]”. 《Federal Aviation Administration》. U.S. Department of Transportation. 2022년 6월 14일에 확인함.
111. ↑  “Airframe Dossier – Fairchild C-119L Flying Boxcar, s/n 53-7836 USAF, c/n 11253, c/r N8504Z”. 《Aerial Visuals》. AerialVisuals.ca. 2017년 1월 23일에 확인함.
112. ↑  “FAA Registry [N8504Z]”. 《Federal Aviation Administration》. U.S. Department of Transportation. 2022년 6월 14일에 확인함.
113. ↑  Leeuw, Ruud. “Mystery Fairchild C-119 at Flying J Ranch Airport, Arizona”. 《RuudLeeuw.com》. 2017년 1월 23일에 확인함.
114. ↑  “Airframe Dossier – Fairchild C-119L Flying Boxcar, s/n 53-8074 USAF, c/n 177”. 《Aerial Visuals》. AerialVisuals.ca. 2017년 1월 24일에 확인함.
115. ↑  “Airframe Dossier – FairchildC-82 Packet / C-119 Flying Boxcar, s/n 53-8076 USAF, c/n 179, c/r N8505A”. 《Aerial Visuals》. AerialVisuals.ca. 2017년 1월 23일에 확인함.
116. ↑  “FAA Registry [N8505A]”. 《Federal Aviation Administration》. U.S. Department of Transportation. 2022년 6월 14일에 확인함.
117. ↑  “Airframe Dossier – Fairchild C-119L Flying Boxcar, s/n 53-8150 USAF, c/n 253, c/r N37636”. 《Aerial Visuals》. AerialVisuals.ca. 2017년 1월 23일에 확인함.
118. ↑  “FAA Registry [N37636]”. 《Federal Aviation Administration》. U.S. Department of Transportation. 2022년 6월 14일에 확인함.
119. ↑  Bridgman 1951, p. 238c–239c.
120. 1 2  Bridgman 1956, pp. 278–279.
121. ↑  C-119F/R4Q-2 Flight Handbook T.O. 1C-119F-1, 1 August 1956.
122. ↑  McMillion, Dave (2023년 7월 20일). “Hagerstown Flying Boxcars to be the name of new Atlantic League baseball team”. 《헤럴드메일》 (Hagerstown, Maryland: Herald-Mail Media). 2023년 7월 21일에 원본 문서에서 보존된 문서. 2023년 7월 21일에 확인함.

### 참고 자료
이 문서는 다음을 포함합니다: 퍼블릭 도메인 자료 - 미국 공군(United States Air Force) 웹사이트 https://www.af.mil. Website of origin: USAF Museum
- Bridgman, Leonard. Jane's All The World's Aircraft 1951–52. London: Sampson Low, Marston & Company, Ltd., 1951.
- Bridgman, Leonard. Jane's All The World's Aircraft 1956–57. New York: The McGraw-Hill Book Company, Inc., 1956.
- Grandolini, Albert. "French 'Packets': Fairchild C-119 Boxcars in French Indochina". Air Enthusiast, Volume 66, November/December 1996, pp. 52–60. ISSN 0143-5450.
- Lloyd, Alwyn T. Fairchild C-82 Packet and C-119 Flyng Boxcars. Hinkley, UK: Midland Counties, 2005. ISBN 1-85780-201-2.
- Swanborough, F.G. and Peter M. Bowers. United States Military Aircraft since 1909. London: Putnam, 1963.
- United States Air Force Museum Guidebook. Wright-Patterson AFB, Ohio: Air Force Museum Foundation. 1975.